# Dépôt de Longueau
Le dépôt de Longueau est un dépôt de locomotives français, construit par la Compagnie des chemins de fer du Nord (du banquier James de Rothschild), situé à proximité de la gare de Longueau et à quelques kilomètres de celle d'Amiens, dans le département de la Somme, en région Hauts-de-France.
Il a été mis en service en 1883, sur la commune de Longueau, afin d'entretenir et de gérer les locomotives à vapeur de la Compagnie.
Lourdement bombardé pendant la Seconde Guerre mondiale, le dépôt fut reconstruit après-guerre et converti en un important dépôt d'entretien des locomotives Diesel du réseau Nord de la SNCF.
Depuis 2011, c'est une Supervision technique de flotte (STF), initialement sous l'entité STF Picardie (désormais STF Hauts-de-France). Cette dernière gère désormais les locomotives des activités TER Hauts-de-France (ex-TER Picardie et ex-Intercités), Transilien, Fret SNCF et Akiem ; le dépôt a également à charge une partie des BB 75000 et des BB 75300, pour STF Masteris.

## Origine et historique
L'historique du dépôt de Longueau est complexe car il s'étend sur près de 130 ans. Son origine remonte à 1883, lorsque le dépôt d'Amiens s'est avéré insuffisant.
La Compagnie du Nord a alors édifié, en bordure du raccordement des voies Lille à Longueau, une première rotonde, puis, en 1886, une seconde, pouvant accueillir 44 locomotives à vapeur affectées au trafic marchandises, le dépôt d'Amiens assurant la gestion des locomotives pour voyageurs.
Avant le conflit de la Première Guerre mondiale, le parc se compose de :
- 030 série 3401 à 3512, 3606 à 3787 ;
- 030 T série 3901 à 3996 ;
- 032 T série 3021 à 3075 ;
- 040 série 4636 à 4990 ;
- 040 T série 1801 à 1908, 2001 à 2015, 4401 à 4425 et 4426 à 4445 ;
- 140 série 4061 à 4340 ;
- 230 série 3078 à 3353.

Au sortir de la Première Guerre mondiale, où le parc à beaucoup souffert, l'établissement compte des Ten wheel série 230 Nord 3.078 à 3.354, des 140 Pershing (type Consolidation) issues d'Amérique (immatriculées 4-1301 à 1542).
En 1923, le parc comptait 116 locomotives :
| Nombre | Type de loco                            |
| ------ | --------------------------------------- |
| 35     | 140 série 4061 à 4340                   |
| 32     | 140 série 1301 à 1542 (Baldwin)         |
| 23     | 230 série 3078 à 3353                   |
| 8      | 040 série 4601 à 4954                   |
| 5      | 040 type G 7-2 Prusse série 1001 à 1098 |
| 2      | 030 série 3401 à 3512                   |
| 2      | 030 série 3606 à 3787                   |
| 2      | 040 T série 2001 à 2015                 |
| 2      | 031 T série 1451 à 1460                 |
| 2      | 030 T série 3901 à 3996                 |
| 3      | 020 T série 2001 à 2035                 |

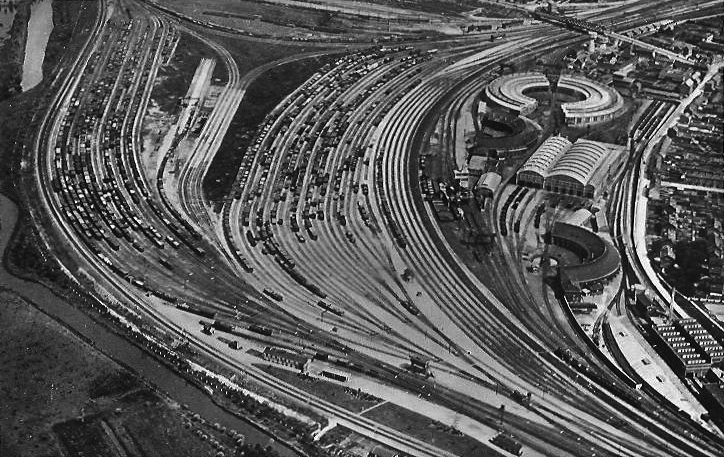
Le dépôt de Longueau, avant la.

Dans les années 1930, le dépôt de Longueau possède :
- en 1925, quelque 150 série 5001 à 5120, réservées aux trains de marchandises lourds ;
- en 1932, des 050 T Nord 5.601 à 5.670 pour débranchement au faisceau[2] ;
- en 1933, des Consolidation ROD série 4-1551 à 1663 ;
- en 1935, des puissantes 150 type Decapod de la série 5001 à 5120, ramenées du dépôt de Rouen-Martainville, qui font baisser l'effectif des précédentes[3].

Dans la catégorie locomotives de manœuvres, le parc se compose à cette époque de locomotives tender type 141 T (immatriculées 4-1664 à 1700 puis 141 TA 1 à 37), 040T (immatriculées 040 T Nord 4.1801 à 4.1908).
Une troisième rotonde est construite dans l'entre-deux-guerres pour accueillir ce parc.
En janvier 1938, Le dépôt était l'un des plus grands de la nouvelle Région Nord de la SNCF, avec 133 locomotives :
| Nombre | Type de loco | No des locomotives                                          |
| ------ | ------------ | ----------------------------------------------------------- |
| 15     | 150 A        | 5, 24, 50, 53, 54, 55, 56, 57, 60, 62, 63, 64, 65, 84 et 88 |
| 50     | 140 A        | nc                                                          |
| 13     | 140 B        | nc                                                          |
| 30     | 140 C        | .                                                           |
| 10     | 040 B        | .                                                           |
| 8      | 050 TD       | .                                                           |
| 6      | 040 TA       | .                                                           |
| 1      | 030 TB       | 4                                                           |

### La SNCF et la guerre 1939 – 1945
Sous l'égide de la SNCF, cette composition n'évolue guère. On note toutefois l'attribution d'un lot de 040 D, pour les dessertes locales.
Pendant le conflit 1939 – 1945, le Reich s'empare de toutes les 040 B, les 040 D et 140 C pour ses besoins.
En 1943, le dépôt reçoit les premières 150 P neuves.
Nœud ferroviaire important, voir stratégique pour les transports de l'occupant allemand, le site fut bombardé à plus de cinquante reprises par l'aviation alliée. Le potentiel du dépôt fut ainsi détruit à 70%.
En outre, le rendement des machines toutes catégories est en chute libre en raison de sabotages, mitraillages en ligne et bombardement du dépôt.
Celui-ci étant la cible répétée des raids alliés qui rasent les deux rotondes,, un repli des 150 A, 150 P, 140 A, 050 TD vers le dépôt d'Amiens, moins exposé car en pleine ville, a lieu en 1944.

### Longueau de 1945 à 1958
Les bombardements de la Seconde Guerre mondiale ont mis presque totalement hors d'usage le dépôt. Il est reconstruit durant l'après-guerre à son emplacement historique, mais « suivant un plan moderne, avec deux rotondes et grills d'entrée et de sortie accolés. Cet ensemble moderne a été complété, en 1952, par les bâtiments des bureaux et le bâtiment d'hygiène du personnel sédentaire, [ainsi qu'un] grand parc à combustible de 17 000 tonnes situé dans les emprises du triage ».
Au 1er janvier 1945, alors que l'établissement se relève de ses ruines, l'effectif machines porte sur 58 unités dont nombre sont hors service. Progressivement, l'enveloppe du parc s'étoffe à nouveau avec la suite de réception des 150 P (78, 81, 83, 85 et 89) et de 040 D 1 à 212 rapatriées d'Allemagne.
D'autres régions viennent en aide au dépôt, qui reçut 54 locomotives en renfort, en attendant la réparation de ses propres machines.
| Nombre    | Type de loco | No des locomotives |
| --------- | ------------ | --- |
| Est       | 040 D        | 172, 473, 497, 512, 536, 578 et 597 |
| Est       | 150 E        | 41 |
| Ouest     | 140 B        | 1325, 1329, 1413, 1431, 1454 et 1540 |
| Sud-Ouest | 140 B        | 23 et 140 |
| Sud-Ouest | 140 D        | 202, 205, 211, 214,224, 231, 236, 247, 255, 265, 279, 286, 289, 307, 310, 322, 326, 328, 332, 335, 341, 347, 348, 350, 413, 440, 476, 478, 496, 520, 575, 585, 586 et 614 |
| Sud-Ouest | 140 E        | 819 et 838 |
| Sud-Est   | 040 E        | 40 |
| Sud-Est   | 140 H        | 19 |

Un renforcement significatif du potentiel de traction est obtenu à partir du 22 février 1946, avec l'arrivée de 2 141 R, 508 et 512, à chauffe-charbon.
Le 1er août 1946, le dépôt assiste à l'arrivée des 141 R 19, 43, 44, 48, 49, 298, 300, 344, 374, 498, 499, 500, 502, 507, 508, 512, 515, 568, 574, 675, 678, 679, 687, 690 et 700.
Les 141 R furent orientées à la remorque de trains RO vers les triages parisiens de Bobigny, Le Bourget et Valenton, et vers Sotteville, Calais et l'ensemble du bassin houiller.
La chronologie de la remise en état du dépôt est la suivante :
- en 1947, c'est la reconstruction de l'atelier[2] ;
- au début de 1948, c'est le départ d'un lot de 33 150 P, la mutation des 150 A à Valenciennes, Hirson et Douai, celles des 150 C vers Béthune et Somain. La vieille garde (les 140 B, les 140 C, et les 140 D devenues 140 G) commence en outre à s'esquiver ;
- en juillet 1948, les 6 grues hydrauliques sont opérationnelles ;
- courant 1949, une quinzaine de 140 G furent placées en attente d'amortissement, cinq 040 D renforcèrent l'effectif du dépôt pour des dessertes marchandises locales, et cinq 050 TE en provenance de Calais et de La Plaine vinrent aussi se joindre aux sept 050 TD présentes pour assurer les manœuvres lourdes, notamment celles de la butte du triage ;
- le 1er janvier 1950, le dépôt héberge 97 locomotives, dont 11 garées bon état (GBE)[2] :

| Nombre | Type de loco | No des locomotives |
| ------ | ------------ | --- |
| 37     | 150 P        | 8, 9, 11, 12, 13, 16, 17, 18, 23, 24, 25, 27,29, 31, 34, 37, 38, 42, 43, 48, 51, 53, 57, 58, 59, 68, 70, 74, 76, 79, 81, 83, 85, 86, 87 et 89 dont 2 GBE |
| 25     | 141 R        | 19, 43, 44, 48, 49, 93, 203, 298, 300, 344, 474, 498, 499, 500, 507, 512, 515, 568, 574, 675, 678, 679, 687, 690 et 700 dont 1 GBE                       |
| 15     | 140 G        | 230, 591, 1704, 1717, 1734, 1757, 1806, 1811, 1847, 1915, 1925, 1934, 2270, 2289 et 2492 dont 8 GBE                                                      |
| 1      | 130 TB       | 20 |
| 5      | 050 TE       | 2, 6, 8, 10 et 11 |
| 6      | 050 TD       | 11, 13, 23, 52, 54 et 55 |
| 2      | 040 TA       | 17 et 91 |
| 1      | 030 TD       | 2 |

- en septembre – octobre, le parc de Mikado (141 R) grandit avec l'apport des dépôts d'Amiens (141 R 39, 61, 64, 188, 189, 247, 269, 333, 353, 356, 357, 362, 496, 513, 535, 547 et 614) et de Douai (141 R 59, 72, 74, 150, 259, 283, 355 et 612)[2].
- en octobre 1951, le toboggan à charbon est reconstruit ;
- en 1952, construction des bureaux, vestiaires et foyer des roulants ;
- par ailleurs, un parc a combustible d'une capacité de 17 000 tonnes est édifié dans les emprises du triage.

En 1953, la dotation de Longueau est dominée par les 150 P et 141 R au nombre de 36 et 48, travaillant en osmose complète. Pour les dessertes régionales, des 040 D sont utilisées.
À partir de 1955, des 050 TE ex-PO et Midi, provenant des régions Sud-Ouest et Sud-Est, prennent la place des 050 TD de manœuvre.
Au 1er janvier 1957, le dépôt héberge 93 locomotives :
| Nombre | Type de loco | No des locomotives |
| ------ | ------------ | --- |
| 24     | 150 P        | 12, 15, 16, 25, 27, 38, 50, 51, 53, 55, 57, 62, 69, 70, 71, 74, 75, 76, 79, 81, 85, 87, 89 et 105                                                                                               |
| 41     | 141 R        | 19, 26, 40, 43, 44, 49, 59, 64, 93, 150, 203, 269, 271, 283, 298, 333, 344, 353, 355, 356, 357, 368, 474, 498, 499, 500, 502, 507, 515, 525, 547, 568, 571, 574, 612, 614, 674, 690, 692 et 700 |
| 4      | 140 A        | 47, 211, 237 et 260 |
| 8      | 040 D        | 20, 35, 58, 127, 153, 173, 220 et 532 |
| 9      | 050 TD       | 1, 8, 9, 11, 16, 25, 52, 54 et 65 |
| 3      | 050 TE       | 9, 14 et 502 |
| 4      | 040 TG       | 38, 45, 62 et 63 |

### 1958: l'électrification du Nord

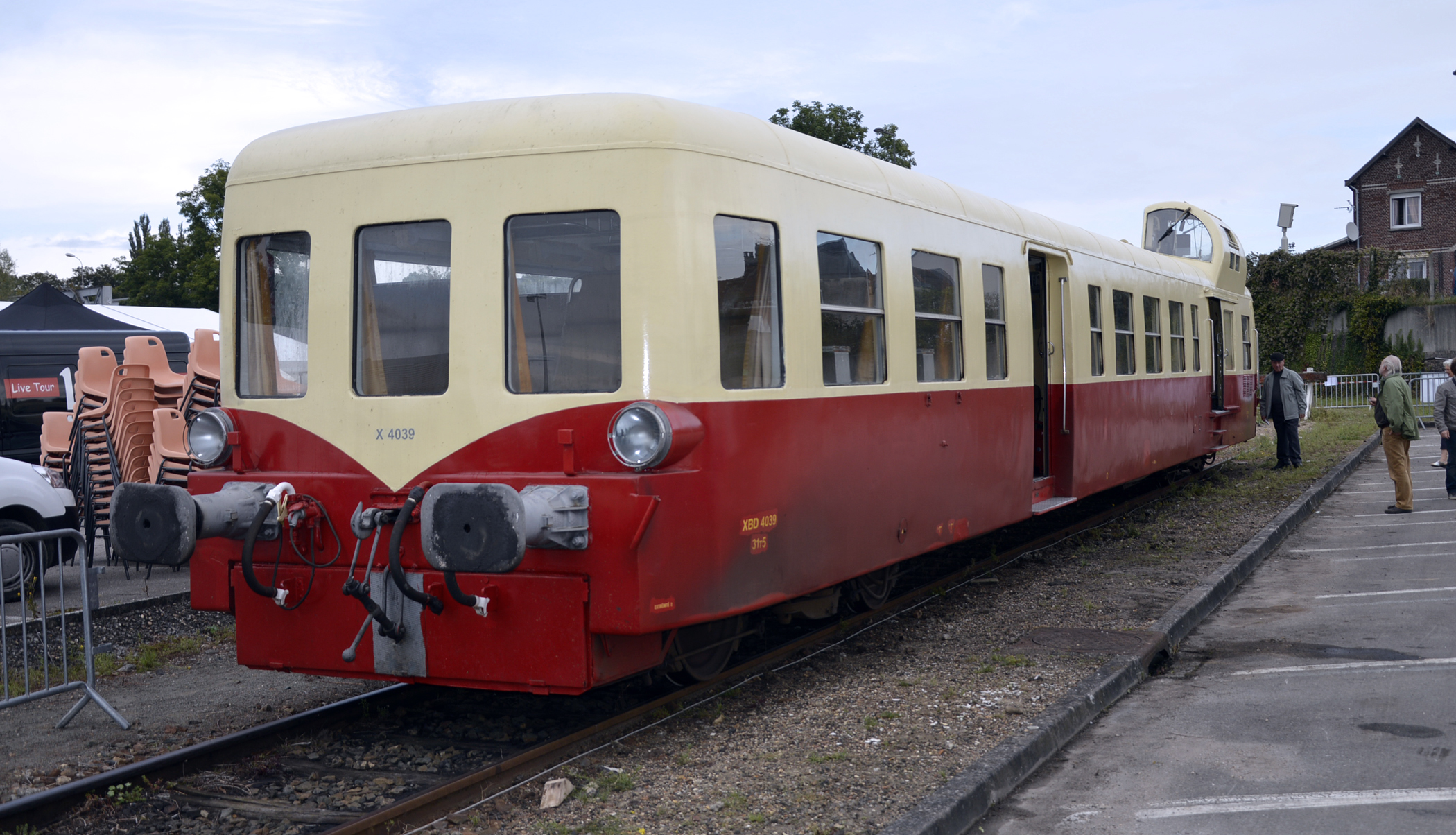
Le retour d'un X 3800 à Longueau, en 2013.

L'électrification Nord-Paris, avec les lignes Douai – Somain (en octobre 1957), Lille – Douai – Longueau (en février et mai 1958), Arras – Lens (durant l'été 1958) et Paris – Creil – Longueau (en décembre 1958), mirent à mal les Mikado et Decapod.
En 1960, la cavalerie du dépôt est constituée par « 108 machines, dont 25 garées en bon état, des séries 150 P, 141 R, 040 D et 050 TE ».
Le regroupement d'Amiens et de Longueau au 1er janvier 1962, entraînera le report sur Longueau d'une partie des activités de celui d'Amiens, et notamment des locomotives thermiques (040 DE et 040 DG) et des autorails X 2400, ABJ2 (X 3400) et Standard. Au 1er juillet 1962, le parc se compose ainsi :
| Nombre | Type de loco | No des engins |
| ------ | ------------ | --- |
| 26     | 141 R        | 19, 26, 43, 61, 64, 93, 150, 165, 269, 283, 285, 338, 344, 353, 355, 357, 474, 498, 500, 502, 507, 515, 547, 612, 614 et 686 |
| 20     | 150 P        | 30, 77, 83, 91, 93, 96, 97, 98, 99, 100, 101, 102, 103, 104, 106, 107, 110, 112, 113 et 114 |
| 11     | 040 D        | 25, 58, 130, 138, 153, 270, 315, 323, 330, 537 et 603 |
| 7      | 050 TE       | 33, 35, 37, 39, 40, 508 et 514 |
| 2      | 040 TG       | 12 et 62 |
| 1      | 030 TU       | 17 |
| 9      | X 2400       | 2404, 2405, 2410, 2414, 2417, 2425, 2429, 2436 et 2459 |
| 2      | X 3400       | 3413 et 3421 |
| 51     | X 23000      | 23001, 23002, 23003, 23004, 23005, 23006, 23007, 23008, 23101, 23102, 23103, 23104, 23105, 23106, 23107, 23108, 23109, 23110, 23111, 23112, 23115, 23116, 23117, 23118, 23119, 23120, 23121, 23122, 23123, 23131, 23132, 23133, 23134, 23136, 23137, 23138, 23139, 23140, 23141, 23142, 23143, 23145, 23146, 23201, 23202, 23203, 23205, 23206, 23208, 23501 et 23502 |

À l'automne 1963, les grosses 150 P sont bloquées à Verberie avant que n'intervienne la fermeture de la « ligne des charbons ».
Du 26 septembre 1965 au 15 février 1968, le dépôt se voit doté des premiers EAD :
| Nombre | Type de loco | No des engins |
| ------ | ------------ | --- |
| 37     | X 4500       | 4547, 4551, 4562, 4463, 4564, 4565, 4566, 4569, 4570, 4571, 4572, 4573, 4574, 4575, 4576, 4577, 4578, 4579, 4582, 4583, 4584, 4585, 4586, 4587, 4588, 4589, 4590, 4591, 4592, 4593, 4594, 4596, 4597, 4598, 4599 et 4600 |

Au 1er janvier 1966, le parc vapeur baisse à 46 éléments :
| Nombre | Type de loco | No des engins                                                                                |
| ------ | ------------ | -------------------------------------------------------------------------------------------- |
| 19     | 141 R        | 47, 50, 93, 150, 165, 206, 216, 285, 309, 310, 311, 338, 355, 357, 476, 502, 515, 614 et 686 |
| 14     | 150 P        | 93, 96, 98, 101, 102, 103, 104, 106, 107, 108, 110, 111, 113 et 114                          |
| 6      | 040 D        | 61, 130, 135, 155, 270 et 527                                                                |
| 5      | 050 TE       | 33, 39, 514, 516 et 525                                                                      |
| 1      | 040 TG       | 12                                                                                           |
| 1      | 030 TU       | 22                                                                                           |

Du 17 mars 1966 au 28 mars 1970, le dépôt se voit doté de livraisons de X 4300 :
| Nombre | Type de loco | No des engins |
| ------ | ------------ | --- |
| 31     | X 4300       | 4364, 4365, 4366, 4367, 4368, 4373, 4374, 4375, 4376, 4408, 4410, 4413, 4414, 4415, 4416, 4417, 4418, 4419, 4420, 4424, 4425, 4427, 4428, 4432, 4433, 4434, 4435, 4436, 4437, 4438 et 4439 |

La vapeur s'éteint à l'été 1966, avec la chute des dernières 150 P, 141 R, 040 D et 050 TE. Des EAD X 4300 puis X 4500 arrivent alors, ainsi que des BB 63500 en 1968.
La chronologie des dernières locomotives à vapeur du dépôt est la suivante :
- 15 locomotives141 R seront mutées au dépôt de Boulogne-sur-Mer, tandis que les 47, 206, 311 et 515 restent à Longueau, pour une réparation différée ;
- la fin des 150 P est prononcée pour le 17 mars 1967 ;
- en juin 1967, il ne reste que 8 locomotives à vapeur.

L'année suivante, des ABJ X 3100 et 3200, viennent remplacer les Standard (X 23000), voués à la casse, et des X 2400 mutés à Montluçon et Nîmes. Ils sont condamnés par la suite, avec la venue d'X 3800.
Le 11 décembre 1967, le dépôt de Beauvais ferme ; ses ABJ sont donc mutés à Longueau :
| Nombre | Type de loco | No des engins                                    |
| ------ | ------------ | ------------------------------------------------ |
| 8      | X 3100 (ABJ) | 3122, 3127, 3203, 3205, 3206, 3207, 3208 et 3209 |

Le 1er octobre 1969, le dépôt de Douai ferme, ses ABJ sont également mutés à Longueau.
| Nombre | Type de loco | No des engins                                                            |
| ------ | ------------ | ------------------------------------------------------------------------ |
| 12     | X 3100 (ABJ) | 3104, 3126, 3129, 3212, 3213, 3214, 3216, 3217, 3218, 3219, 3220 et 3221 |
| 2      | X 3400 (ABJ) | 3413 et 3421                                                             |
| 2      | X 3400 (ABJ) | 3401 et 3407 (ex-La Plaine, reçu début 1969)                             |

le 3 avril 1970, c'est la fin définitive de la vapeur à Longueau.

### 1970: l'ère du thermique
En mai 1970, les Picasso de Douai ont une nouvelle affectation à Longueau :
| Nombre | Série  | No des engins                                                                  |
| ------ | ------ | ------------------------------------------------------------------------------ |
| 13     | X 3800 | 3810, 3829, 3832, 3835, 3867, 3888, 3917, 3953, 3955, 3956, 3963, 3966 et 3967 |
| 2      | X 3800 | 3920 et 3941 venant de Narbonne (le 5 octobre 1970)                            |

La rotonde no 2, devenue inutile, est démolie en 1971.
Des RGP viennent en renfort pour la liaison Flèche d'argent, entre Paris-Nord et Le Touquet, ou pour les liaisons en correspondance avec les aéroglisseurs (en l'occurrence Paris-Nord – Boulogne-Aéroglisseurs), de février 1972 à décembre 1973.
| Nombre | Série  | No des engins                              |
| ------ | ------ | ------------------------------------------ |
| 7      | X 2700 | 2724, 2725, 2727, 2729, 2733, 2734 et 2736 |

Tourné dorénavant vers la traction thermique, le dépôt de Longueau reçoit quelques RTG en 1973 et en 1974.
Dès 1974 et 1975, il reçoit également 2 douzaines de BB 67400.
En juin 1976, c'est la disparition des X 3800 et des ABJ. La même année, la dotation en autorails n'est plus formée que d'EAD (X 4500 ou X 4630).
Du 18 avril 1977 au 2 juin 1977, se déroule une nouvelle livraison d'EAD :
| Nombre | Série  | No des engins                                    |
| ------ | ------ | ------------------------------------------------ |
| 8      | X 4750 | 4750, 4751, 4752, 4753, 4754, 4755, 4756 et 4758 |

Toujours en 1977, on assiste à la disparition des X 4300, les derniers étant alors envoyés à Metz-Sablon et Tours - Saint-Pierre.
En 1981, les X 4750 sont transférés à Sotteville et à Metz.
En 1986 et 1987, c'est la réception des RRR : les rames réversibles régionales.
Au 1er janvier 1987, la dotation de Longueau recouvre 34 machines BB 67400, 49 BB 66000, 39 BB 63500, 96 X 4500 – X 4630 et 47 locotracteurs des séries Y 5100, Y 6200, Y 6400, Y 7100, Y 7400 et Y 8000.
En septembre 1990, le dépôt récupère 10 éléments triples Z 6300 de la banlieue Saint-Lazare, pour des tournées omnibus d'Amiens à Arras, Lille, Creil… Cet apport oblige à électrifier une voie d'accès depuis la gare voyageurs de Longueau jusque dans l'atelier.
En 1991 et 1992, 46 locomotives Diesel 2400 rachetées d'occasion aux NS (chemin de fer hollandais), numérotées BB 62400, viennent prendre asile pour les travaux de la LGV Nord et de celle d'Interconnexion, nécessitant des essais de traction sur une ligne dont le profil est similaire à ces futures lignes à grande vitesse (en l'occurrence, la ligne Amiens – Doullens). Parmi ces engins, 41 émigrent à Avignon, à compter de la fin de 1998.
De septembre 1992 à juillet 1997, vingt X 4630 picards sont modernisés :
| Nombre | Série  | No des engins |
| ------ | ------ | --- |
| 20     | X 4630 | 4630, 4637, 4642, 4645, 4647, 4648, 4649, 4659, 4665, 4666, 4667, 4671, 4675, 4711, 4716, 4719, 4720, 4729, 4741 et 4744 |

Dans l'intervalle, le groupe des Z 6300 est passé à 22 éléments, envoyés à Thionville jusqu'en 2002, tandis que des BB 67200 (ex-BB 67000) sont affectées aux travaux et secours des TGV sur la LN3 Nord-Europe.
Dans les années 2000 et au début des années 2010, les engins reçus au dépôt sont :
- du 9 juillet 2001 au 7 mai 2003 : des X 73500 ;
- du 16 juin 2002 au 5 décembre 2002 : des X 72500 ;
- du 11 mars 2004 au 7 novembre 2008 : des X 76500 (AGC thermiques) ;
- du 27 août 2004 au 12 avril 2010 : des Z 26500 (via Le Landy) ;
- du 2 janvier 2008 au 25 juin 2012 : des BB 75000 et des BB 75400.

Les 15 et 16 décembre 2008, c'est la fin des X 4500 sur les lignes du Nord-Pas-de-Calais et de la Picardie.
Le 12 janvier 2009, c'est au tour des X 4630 de disparaître du réseau Nord.
Dans les années 2010, les engins reçus au dépôt sont :
- du 26 mars 2010 au 16 septembre 2010 : des B 82500 (AGC bimodes) ;
- du 18 avril 2014 au — en cours à la fin de 2015 — : réception de B 84500 (via Le Landy).

Durant la même décennie, la construction d'un atelier d'entretien du matériel TER Picardie est envisagée à Longueau, pour un coût de 42,6 millions d'euros, avec un large financement par les collectivités locales. Le financement n'ayant pu être réuni, le projet est abandonné en 2012. Cependant, il est relancé en 2015 (en raison de la saturation du Technicentre du Landy), et sera dédié aux Régiolis et aux Regio 2N ; en outre, sa localisation change, pour se rapprocher de la gare d'Amiens (et de son dépôt), pour un coût abaissé à 23 millions d'euros.

Différents lieux du dépôt :
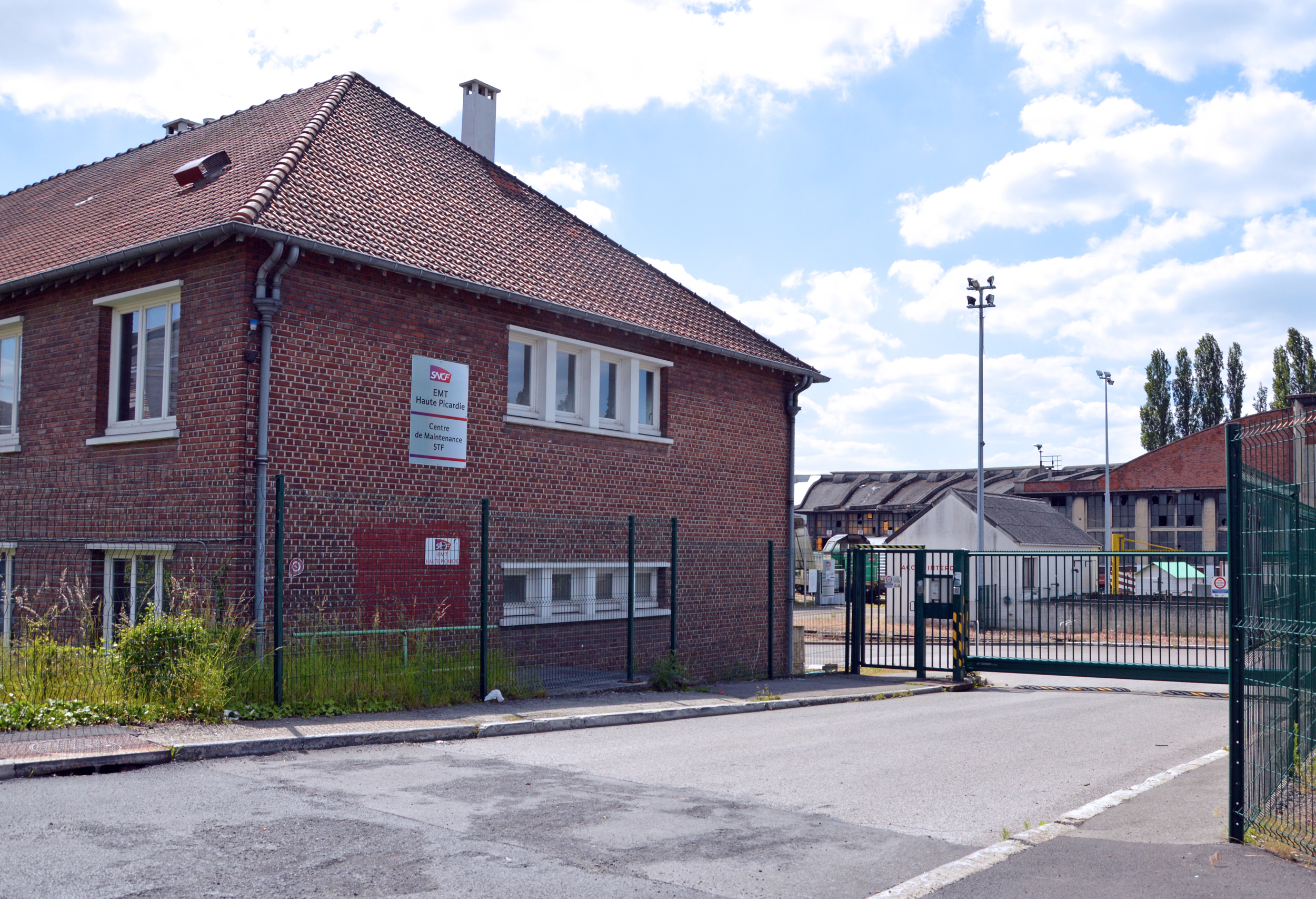
L'entrée du dépôt SNCF de Longueau (en 2015)
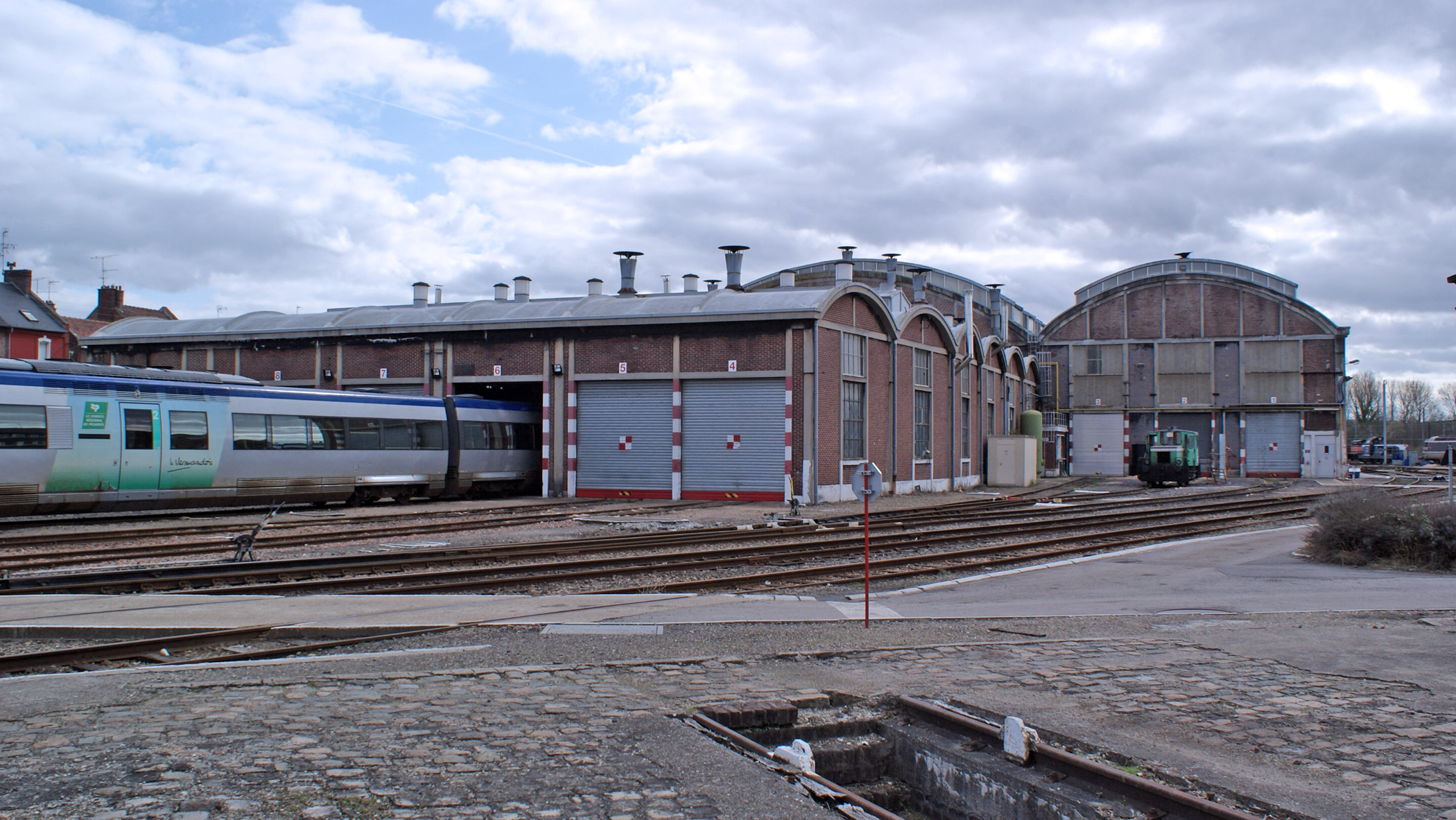
Les ateliers de maintenance.
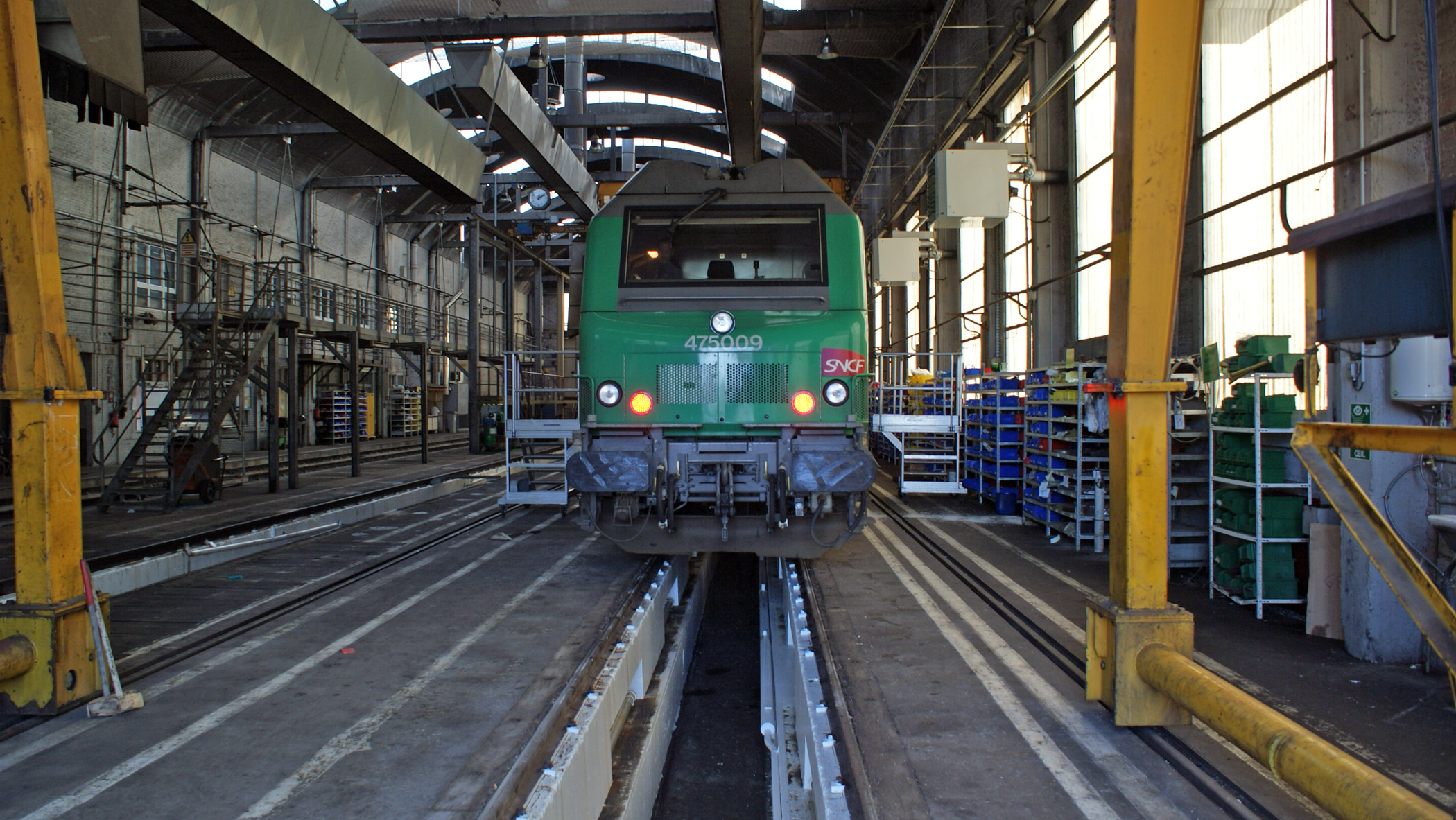
Vue intérieure d'un atelier.
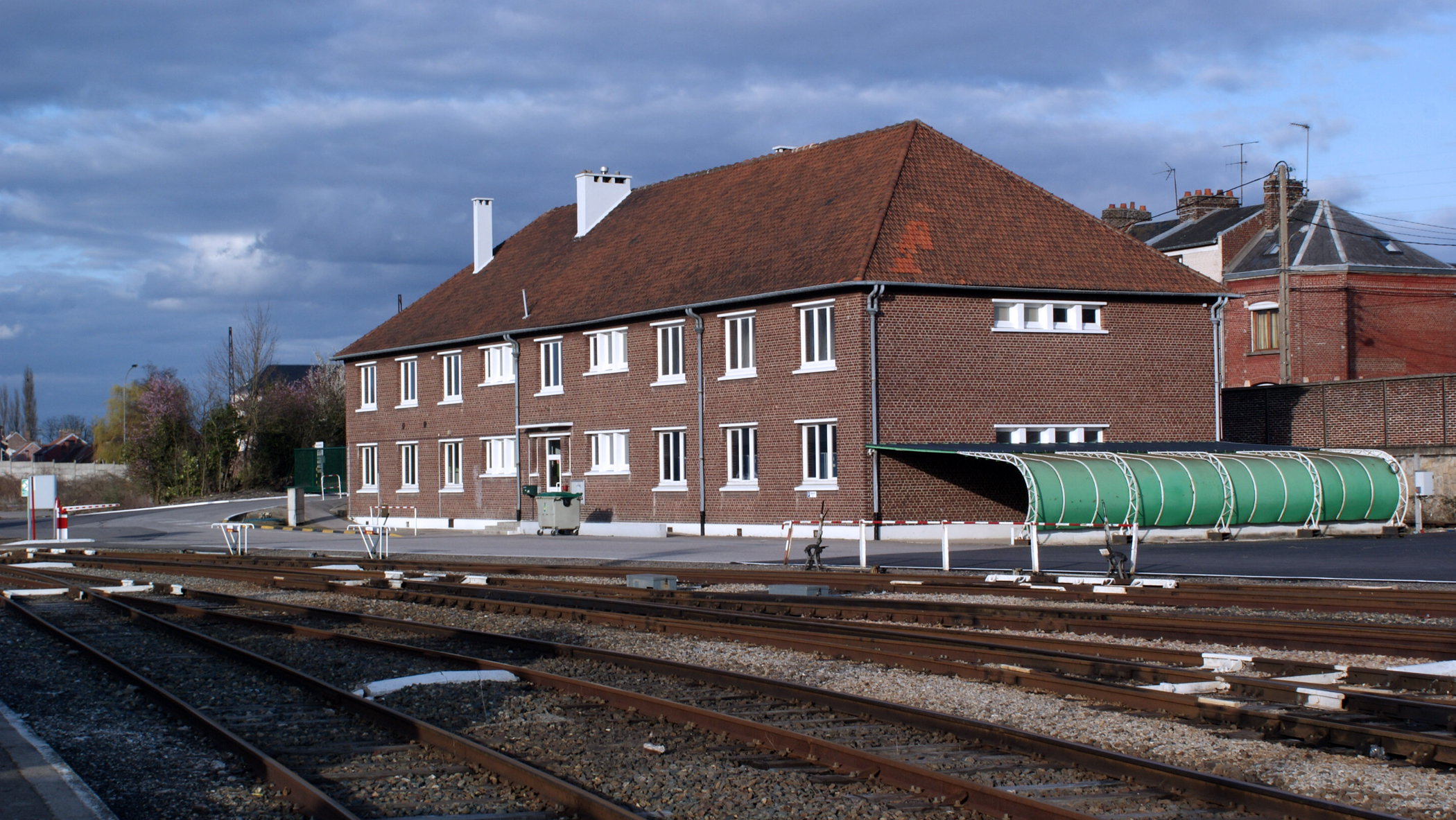
Le bâtiment d'hygiène.
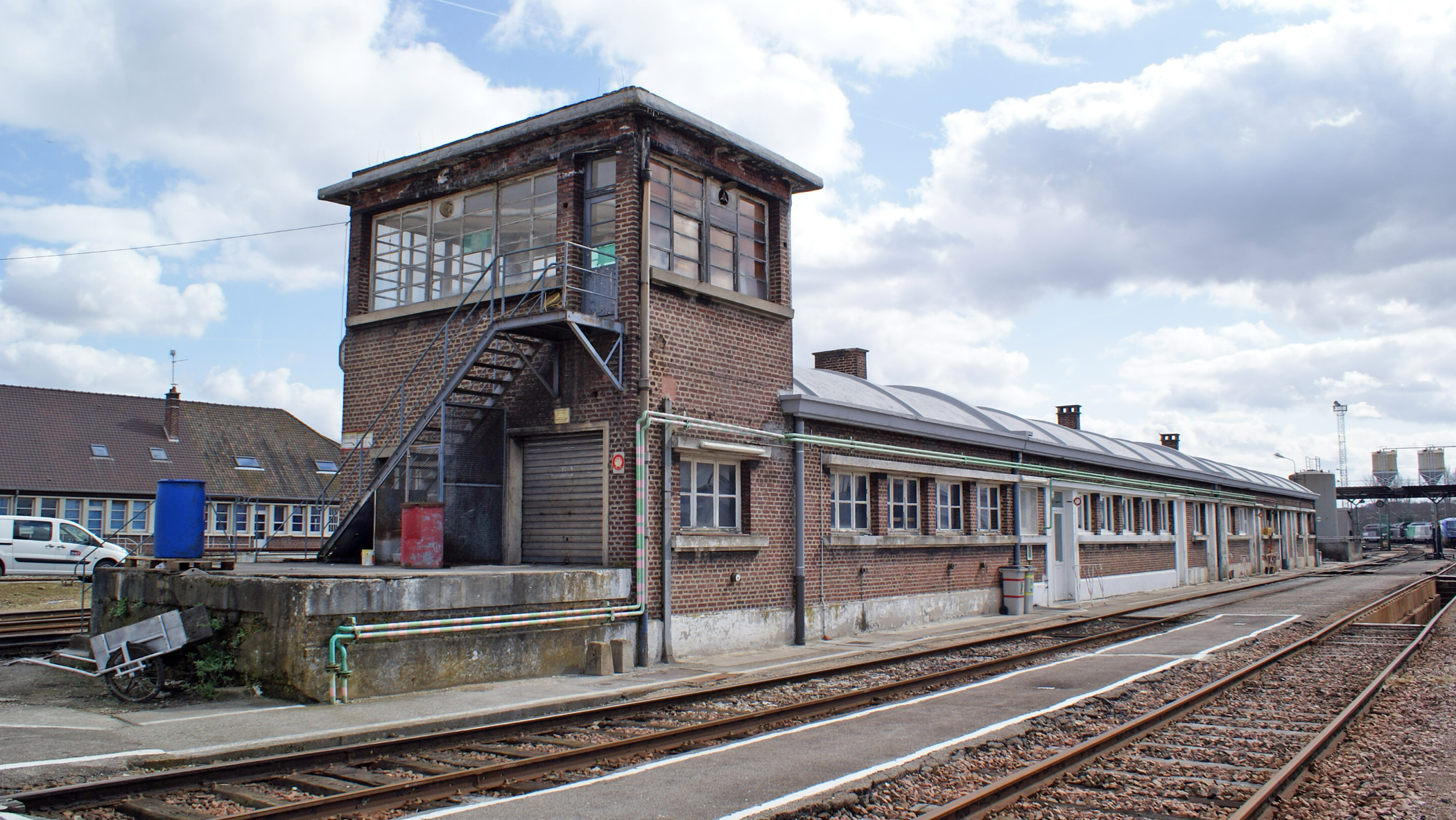
Bâtiment « La Rentrée ».
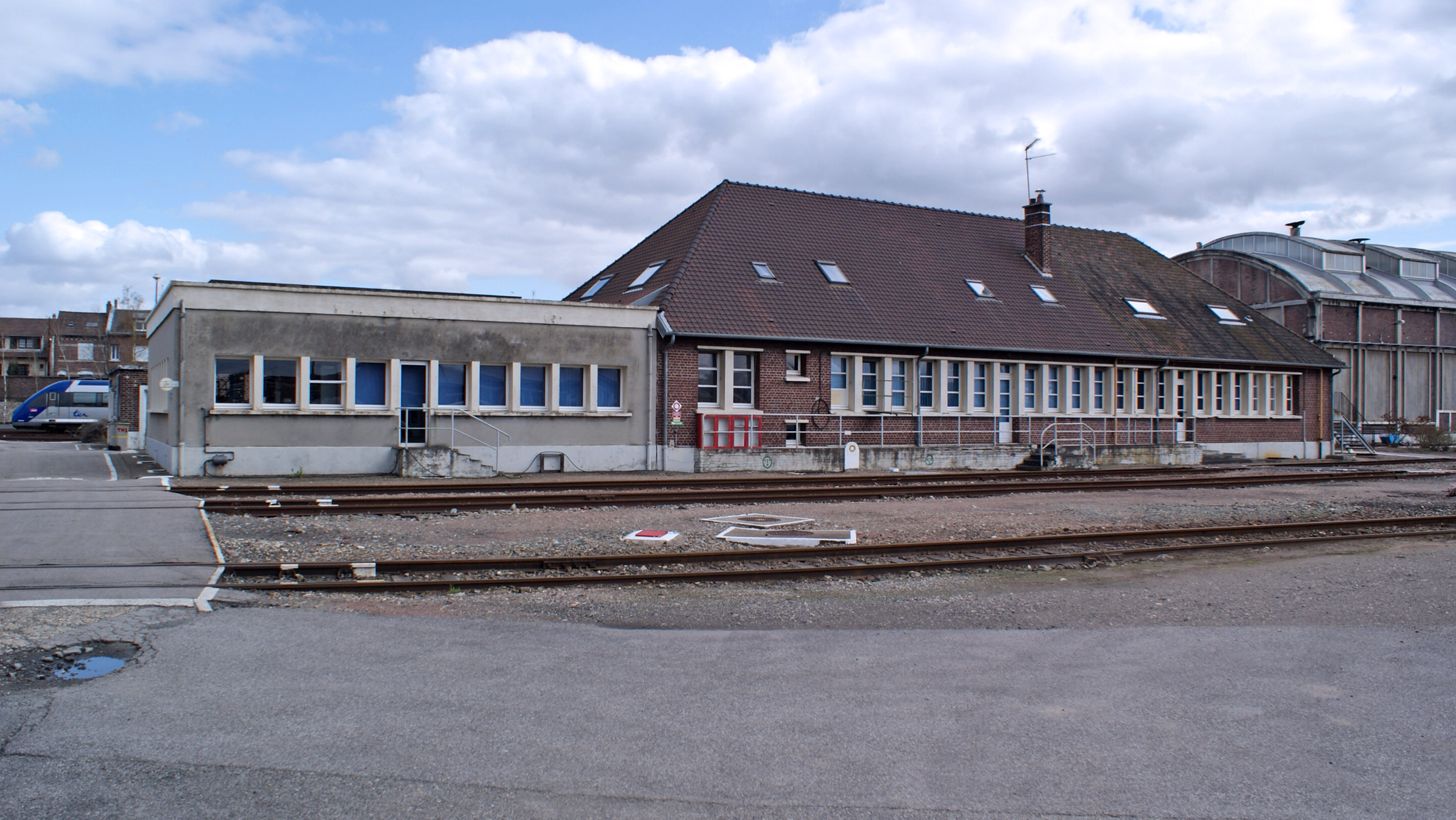
Centre de formation du matériel.
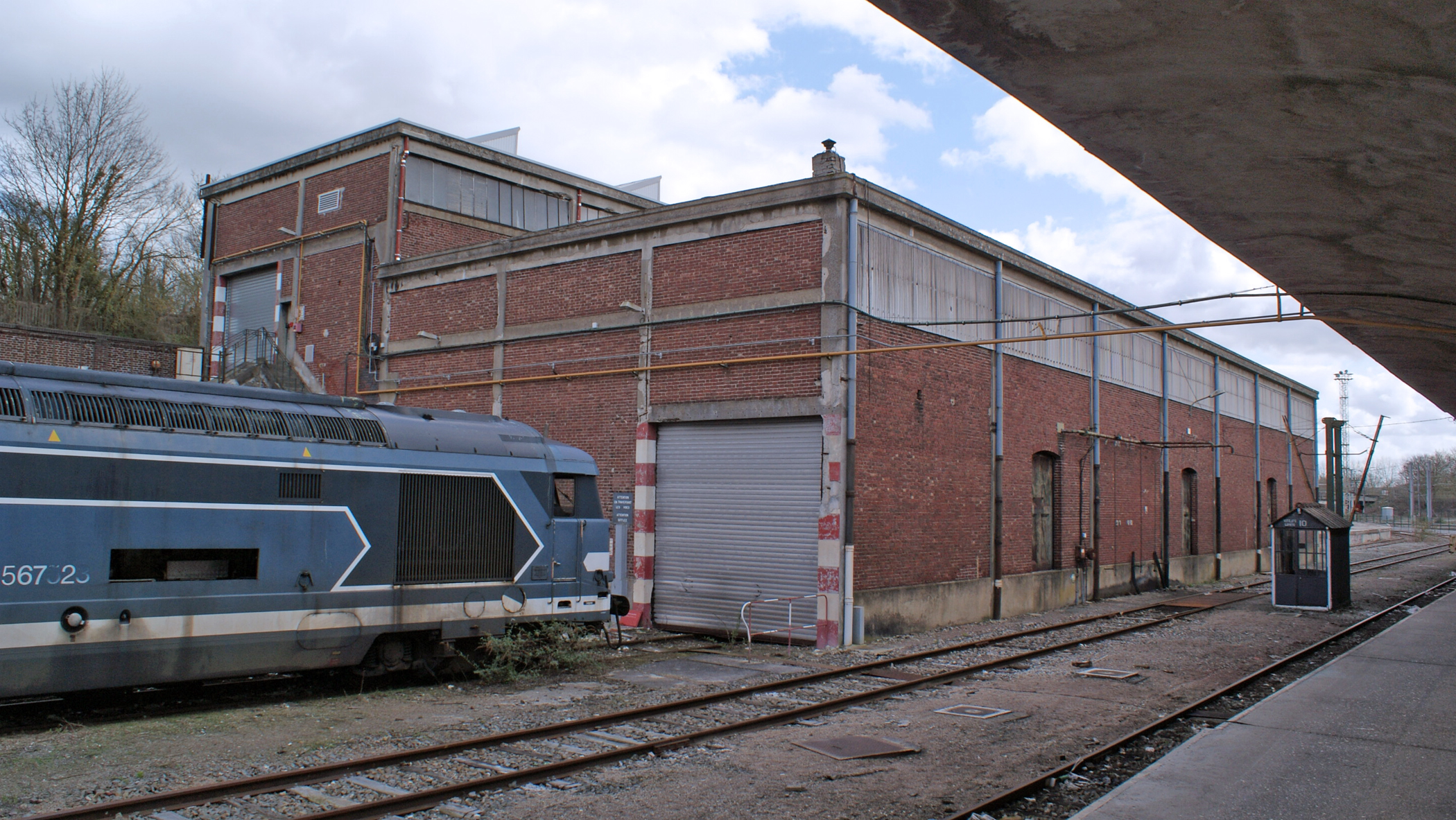
Chantier RA Thermique.
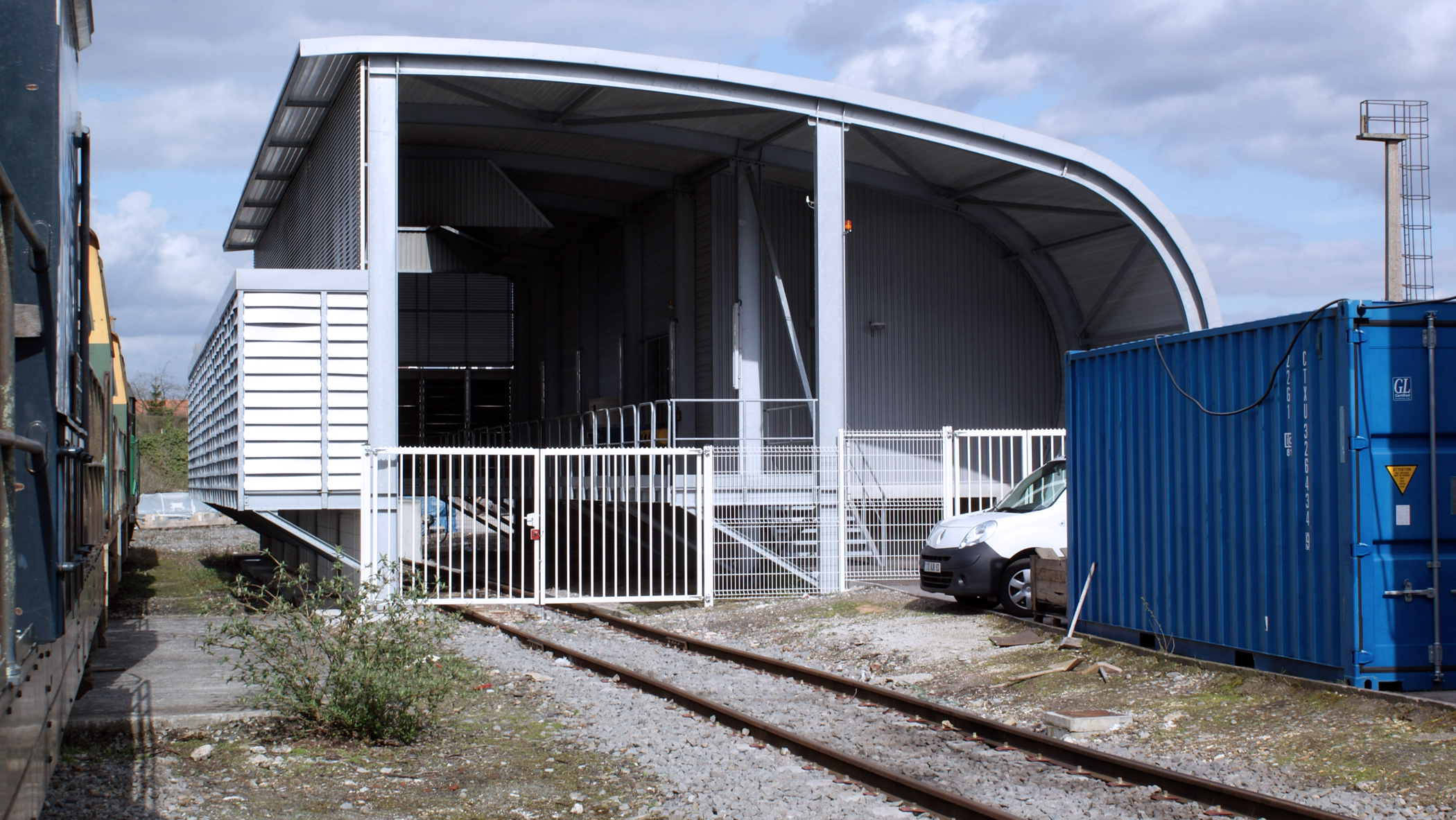
Cuve de tarage.
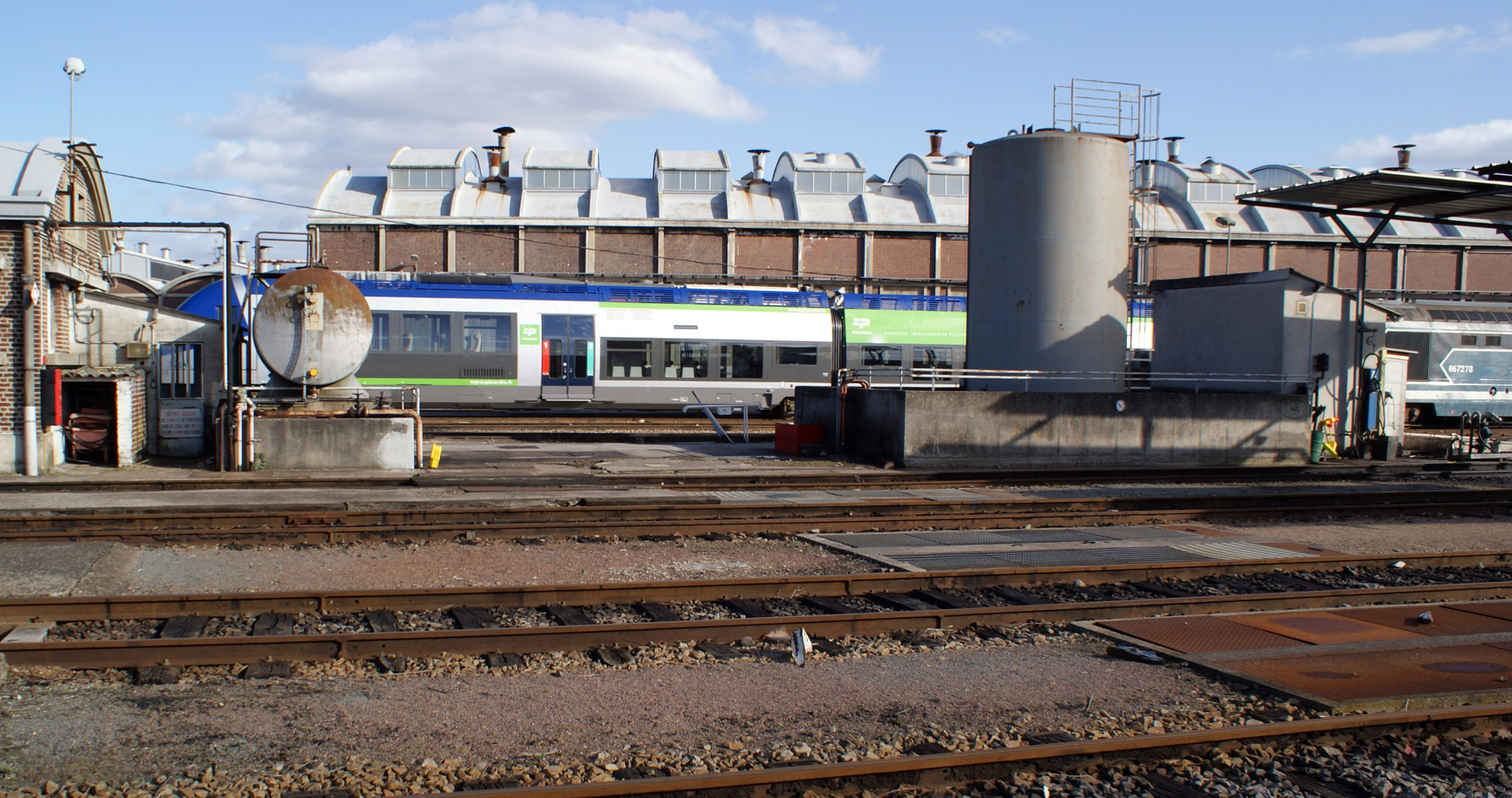
Cuve des huiles usées et cuve à gazole.
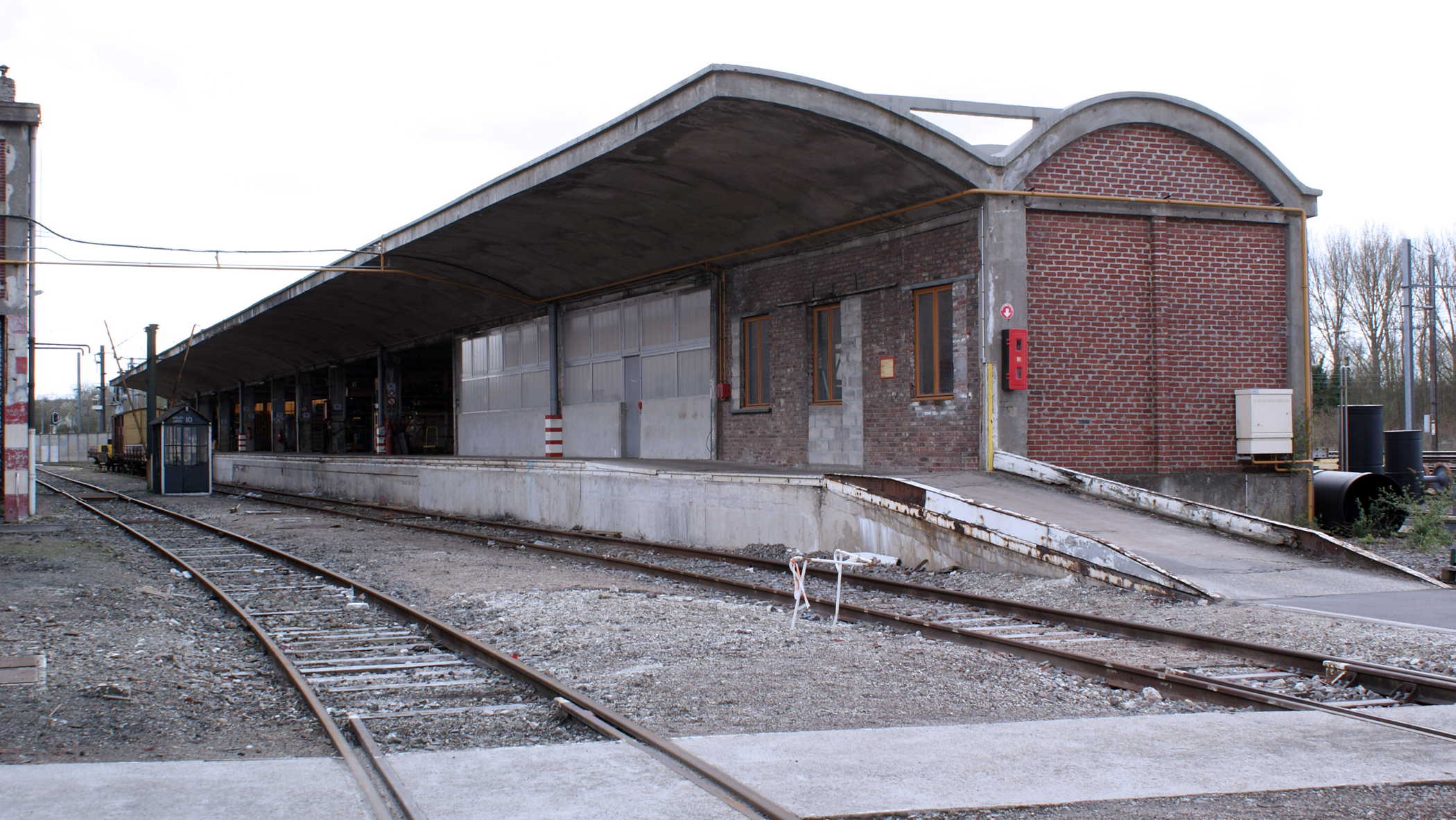
Le magasin.
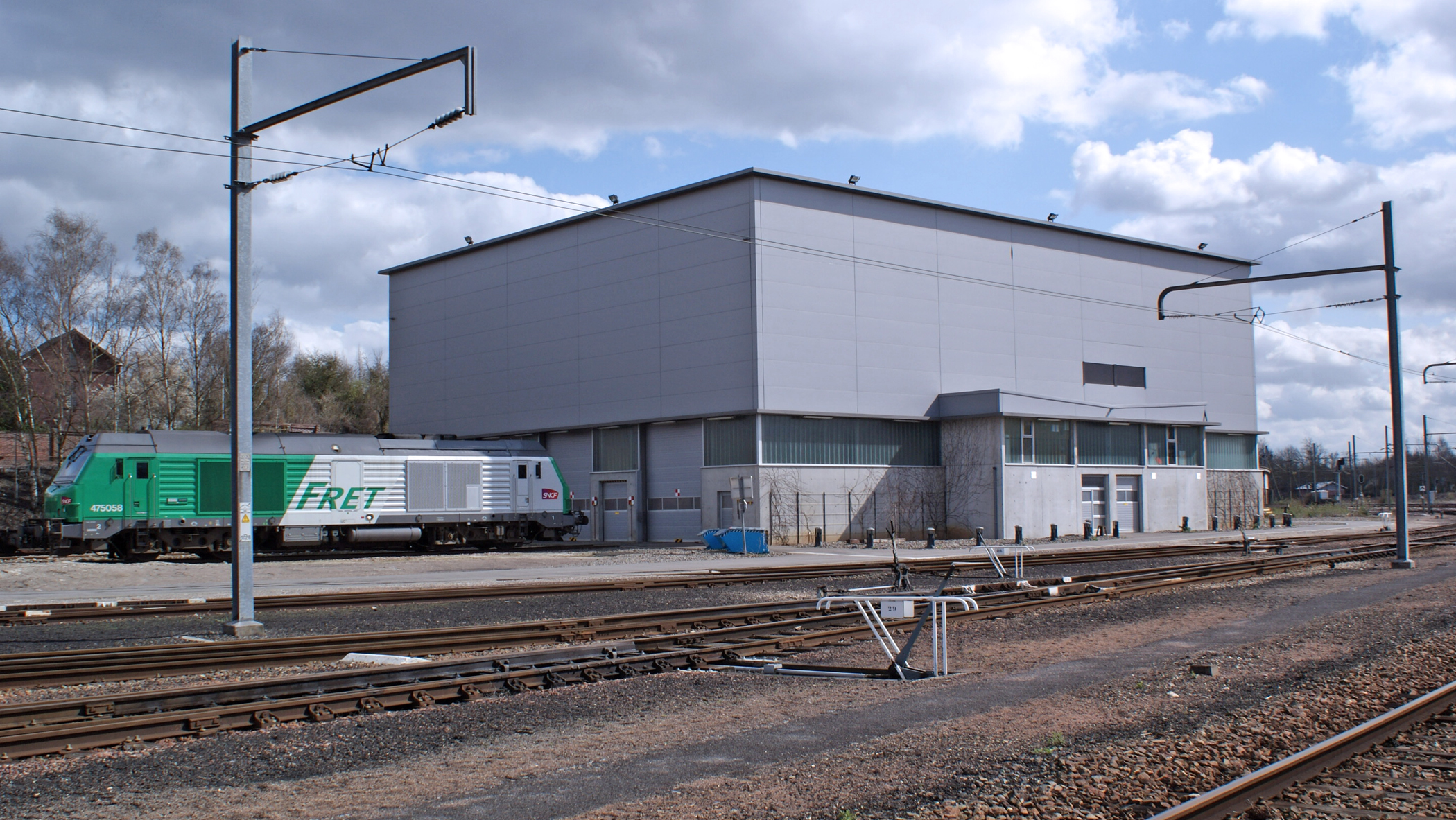
Bâtiment du vérin en fosse.
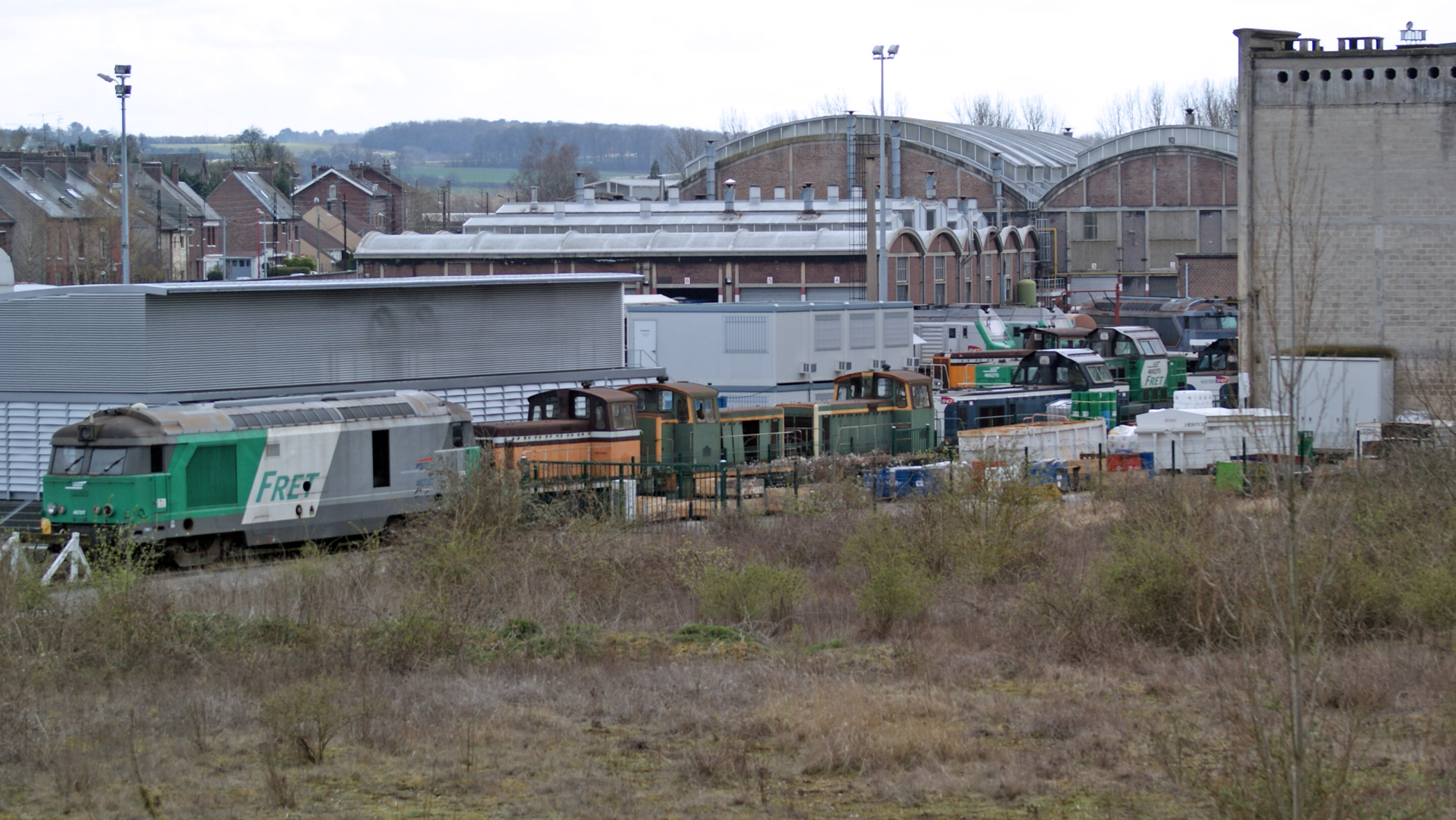
Vue depuis la RD 1029.
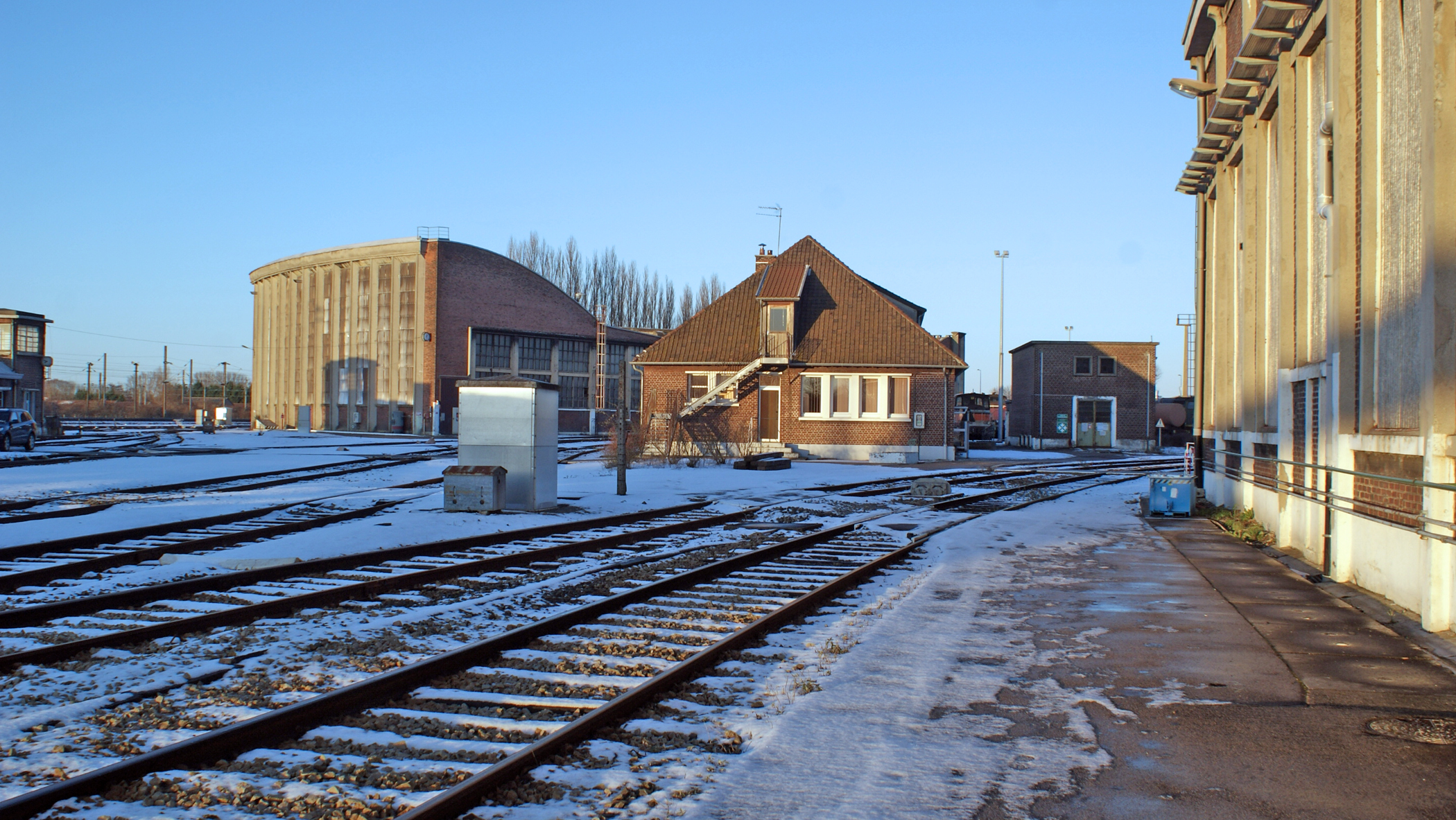
Vue hivernale (rotonde, centre de formation, atelier).
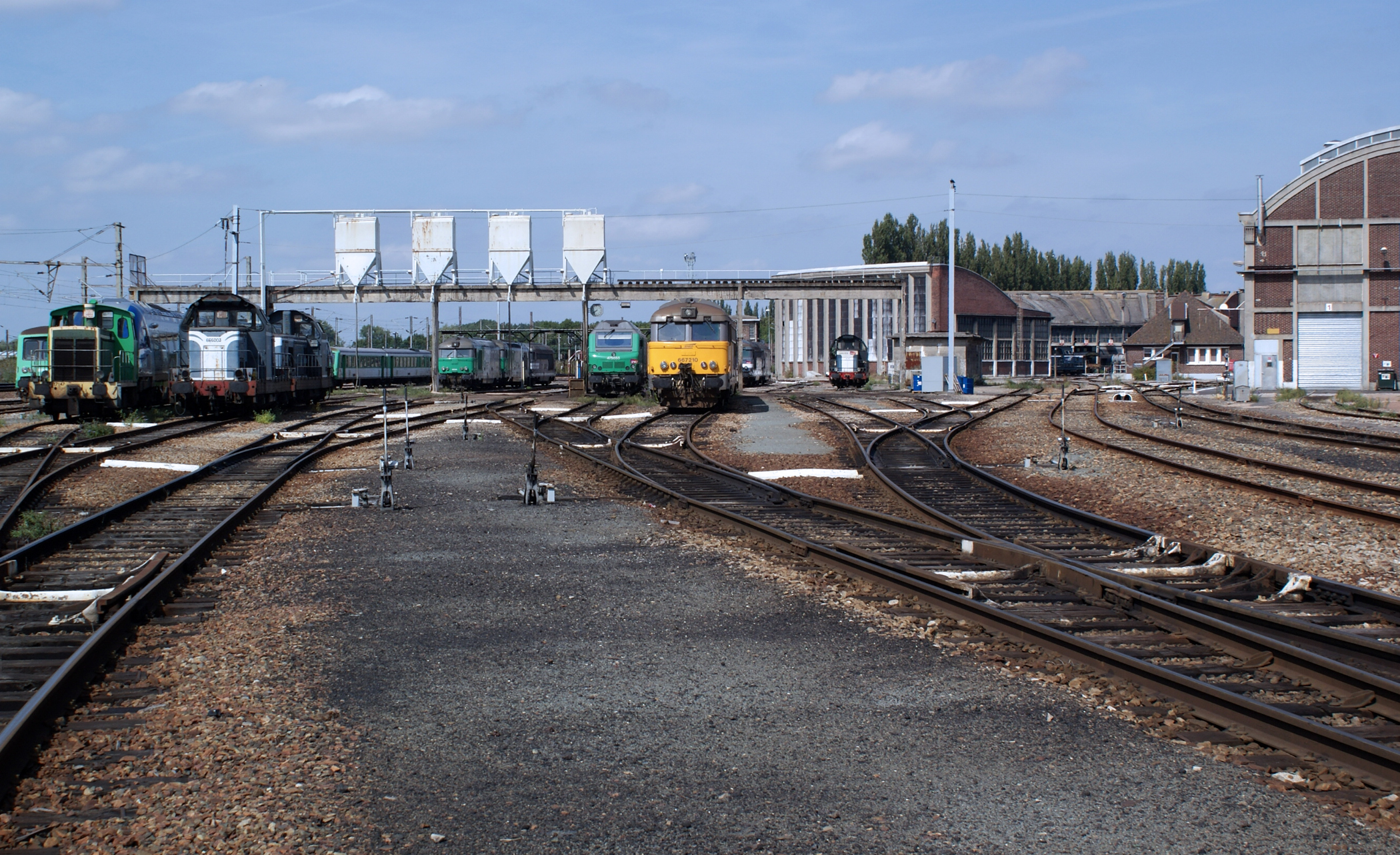
Vue extérieure du dépôt, en 2009.

## Rotondes
Bombardé plus de 50 fois en 1944, le dépôt fut détruit à 70 %.
En 1946, ce fut la reconstruction des installations ferroviaires partout en France ; l'ensemble des complexes de Longueau et d'Amiens est naturellement concerné, et le dépôt est reconstruit avec des installations modernisées.
Dans ce cadre, la SNCF construit au dépôt de Longueau deux rotondes unifiées en béton armé et éléments modulaires, dites de type P, conçues par l'architecte Paul Peirani et l'ingénieur Bernard Laffaille :
- la rotonde no 1 (ou rotonde nord), construite de 1945 à 1948 : d'un rayon extérieur de 71,70 m et d'un rayon intérieur de 37,05 m, elle est dotée d'un pont-tournant de 27 m, de 22 voies, a été depuis reconvertie pour la traction Diesel ;
- la rotonde no 2 (ou rotonde sud), construite de 1946 à 1948 : d'un rayon extérieur de 66,70 m et d'un rayon intérieur de 36,45 m et dotée d'un pont-tournant de 24 m, de 23 voies[10].

En février 1971, la SNCF décide la destruction de la rotonde no 2, et aménage sur une partie de l'emprise un parking, le restant étant en friche. Puis, le 28 mars 2003, la rotonde no 1 est inscrite à l'inventaire supplémentaire des monuments historiques,. Son accès est interdit en 2007 – 2008.

La rotonde no 1 de Longueau :
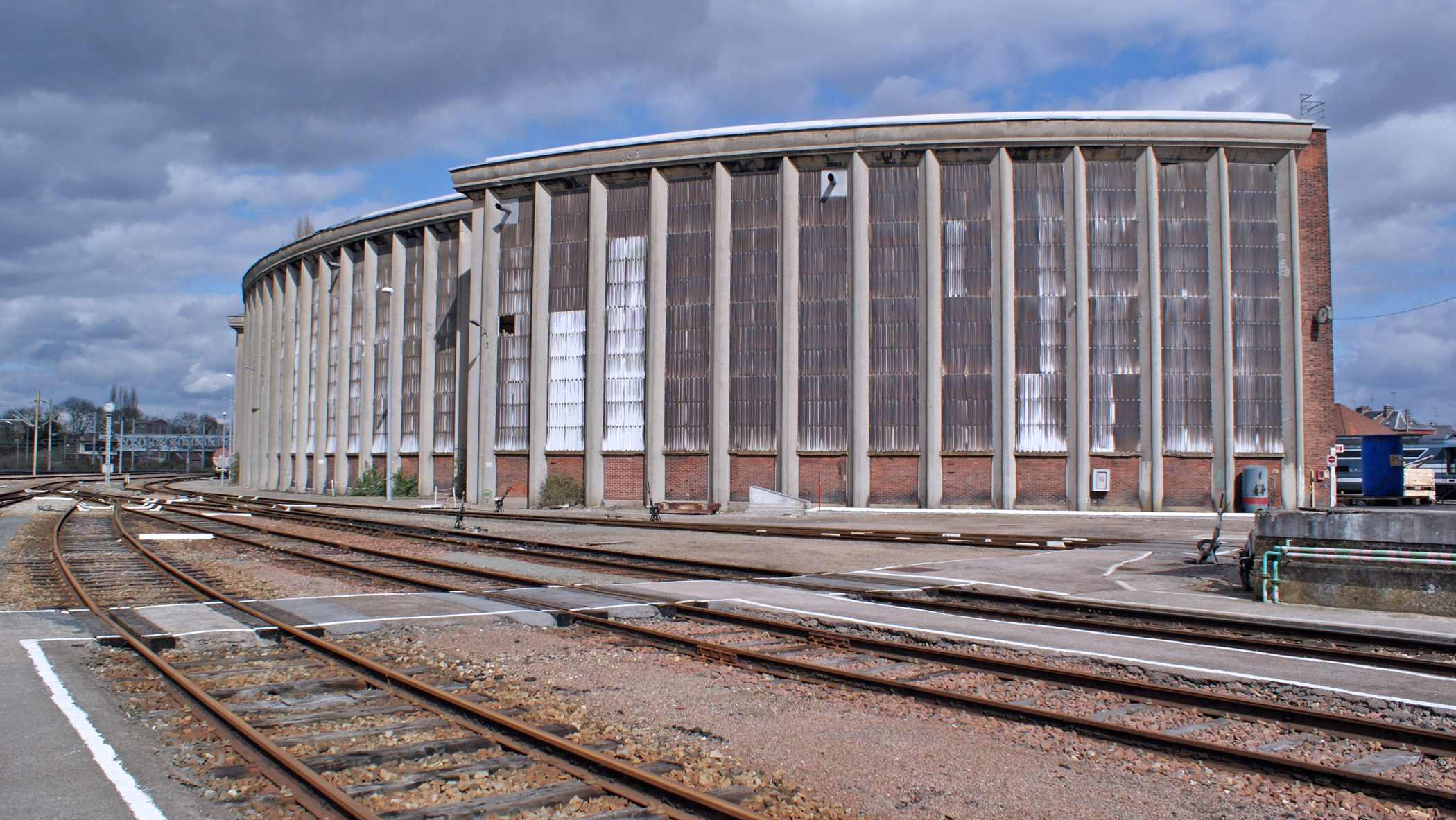
Arrière de la rotonde.
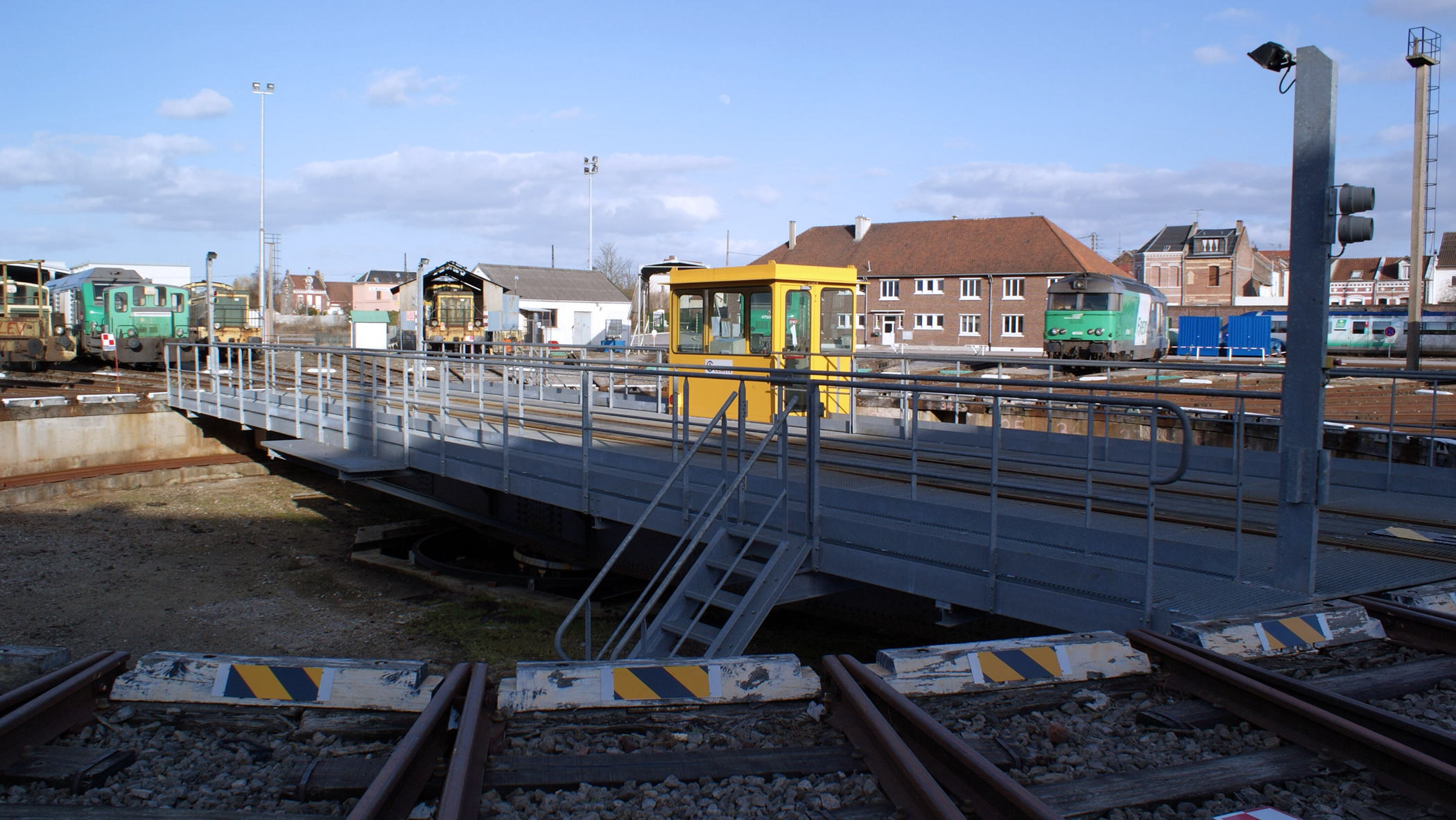
La plaque tournante.
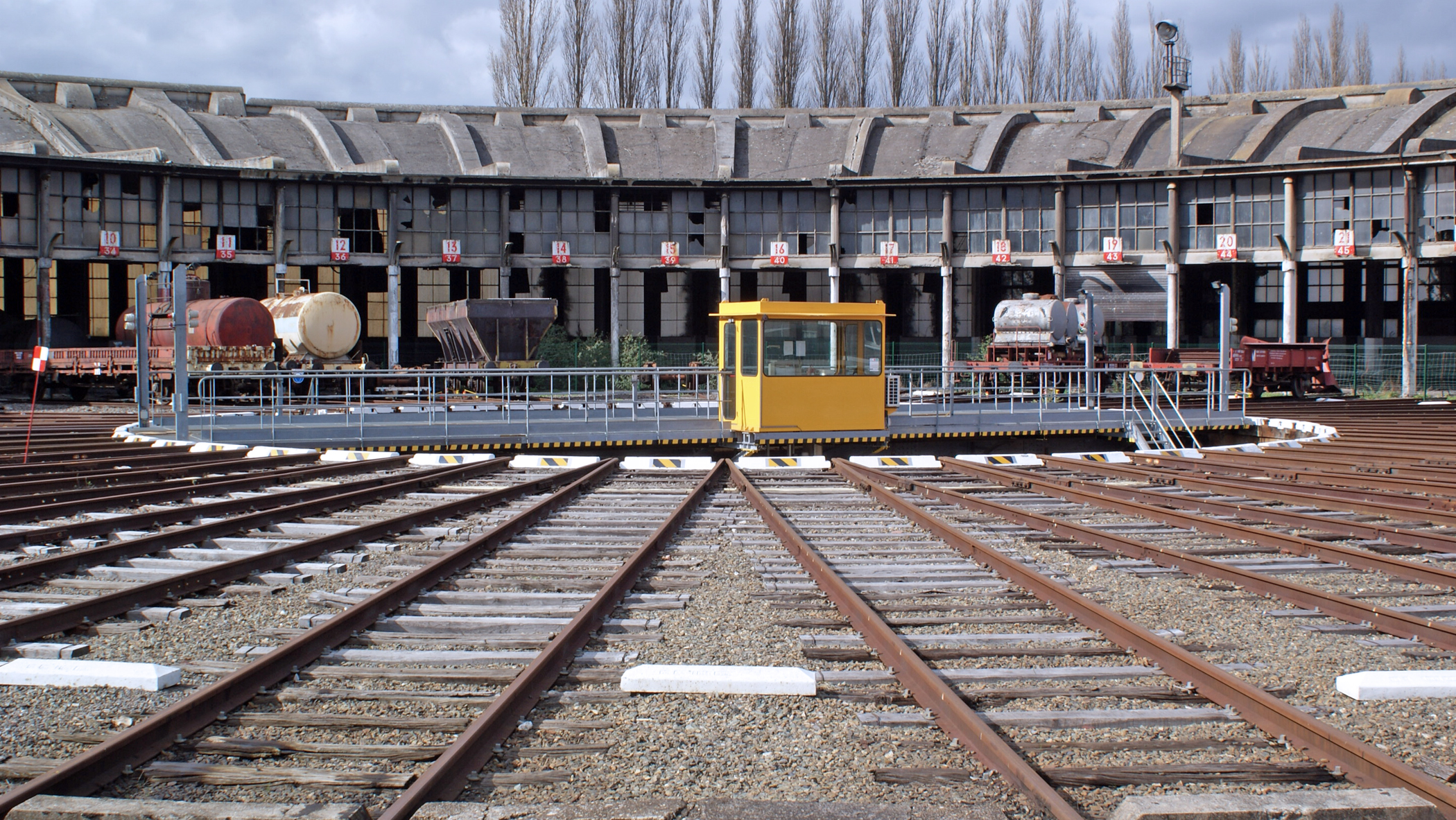
La rotonde et sa plaque tournante.
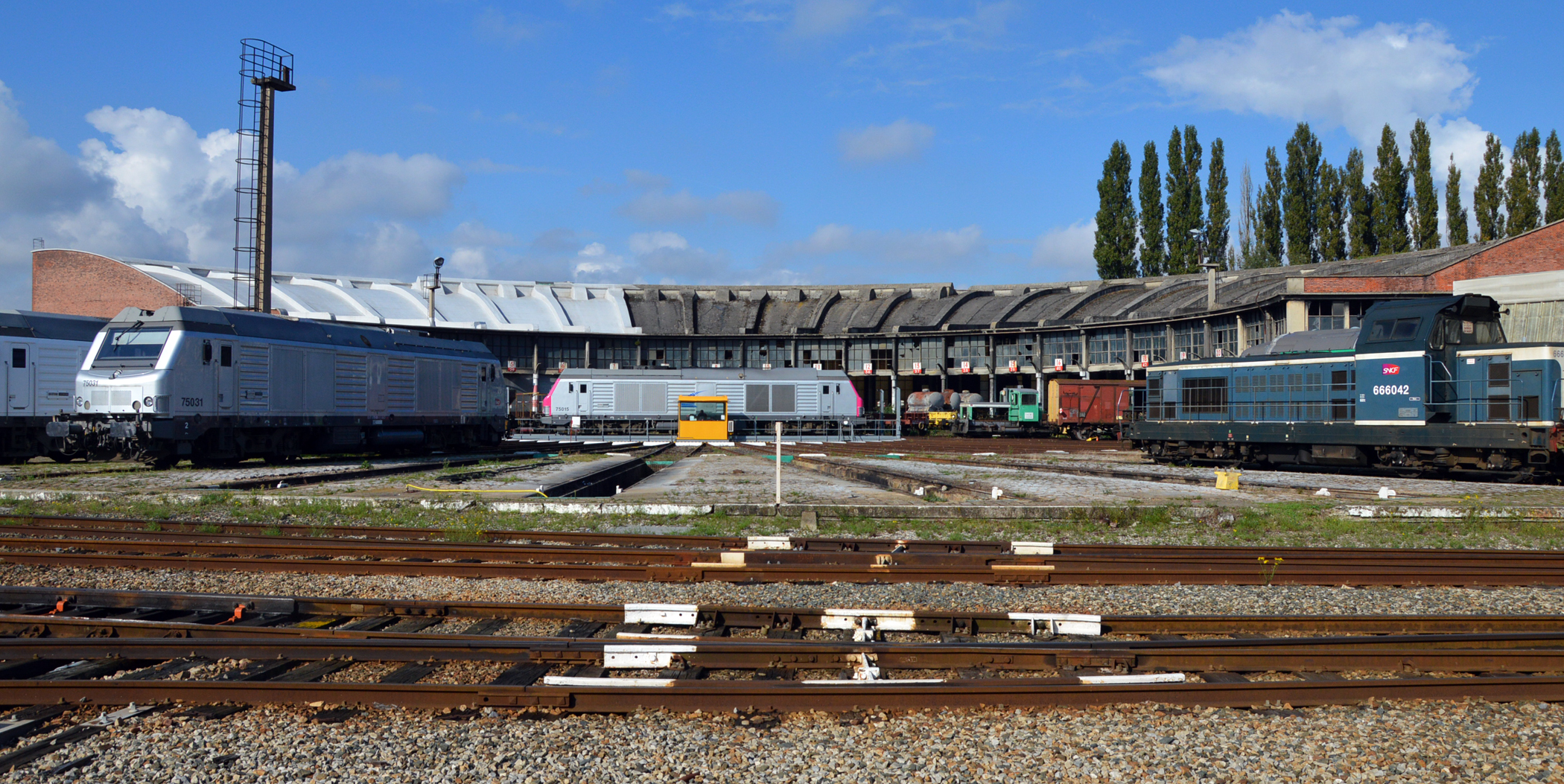
La rotonde et la plaque tournante en octobre 2013.
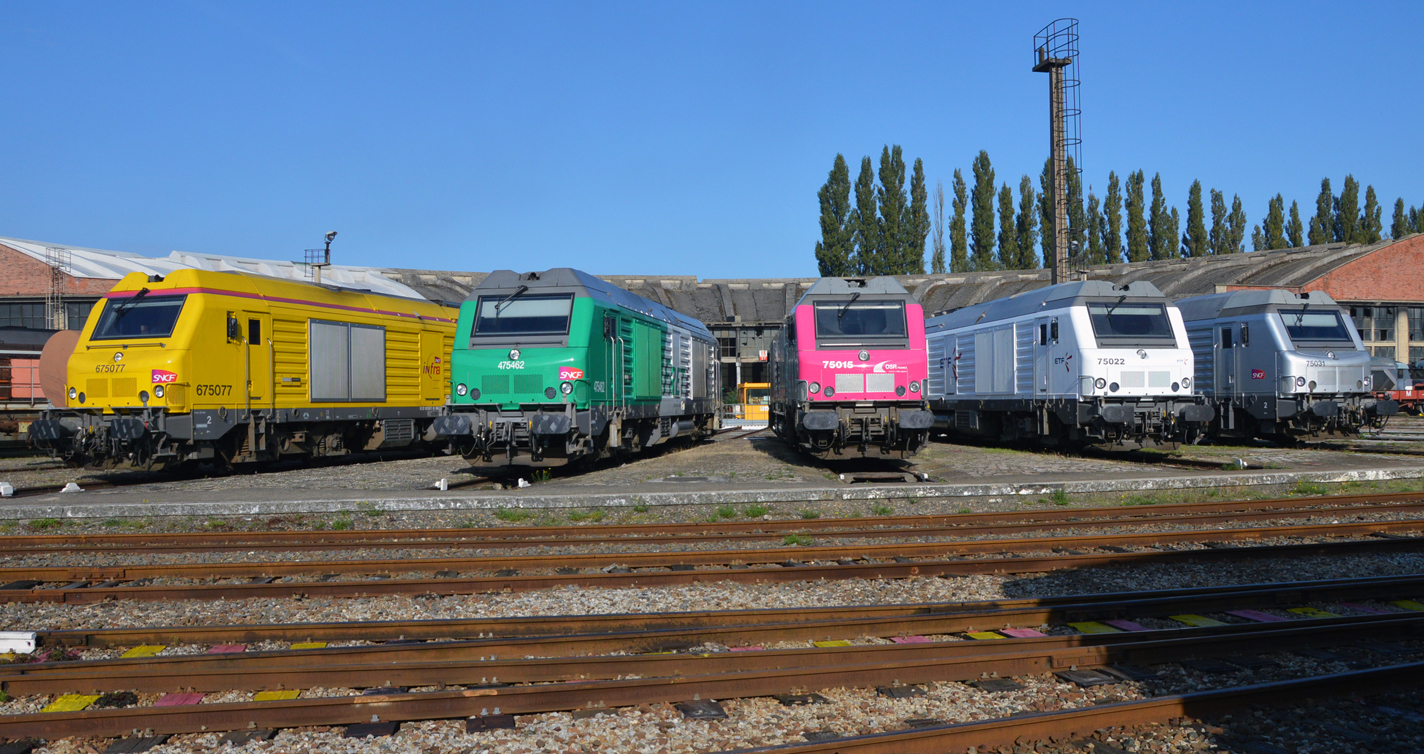
L'armada des BB 75000 devant la rotonde, en 2013.

## Cavalerie en 2021

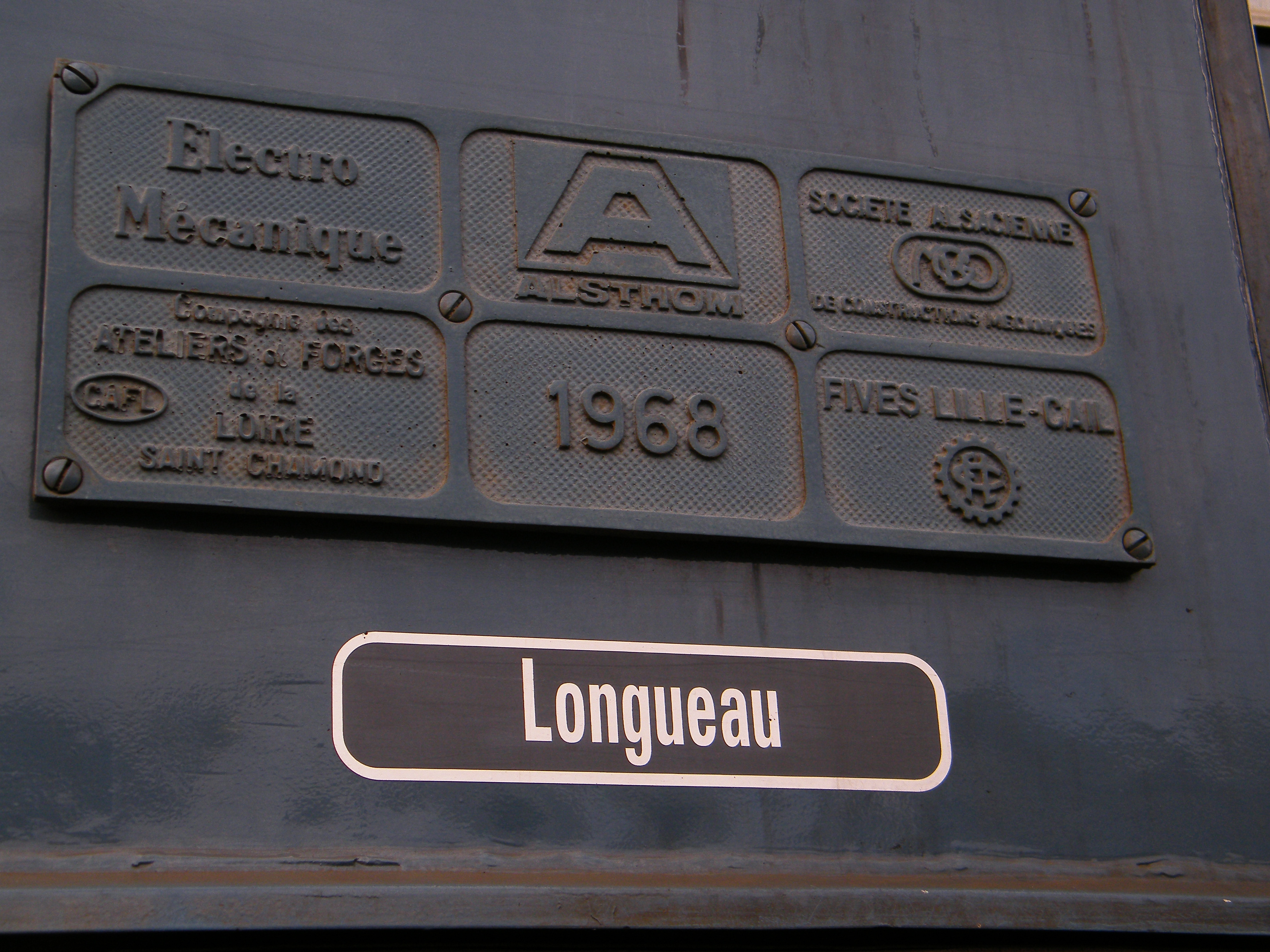
Mention du dépôt titulaire,
sur le flanc d'une locomotive.

Le centre STF Hauts-de-France de Longueau est l'un des plus importants dépôts de matériels thermiques en France avec, au 29 mai 2021 : 459 locomotives Diesel, 30 locomotives électriques, 40 autorails, 43 engins bimodes, 30 automotrices et 6 locotracteurs.
Ces matériels sont répartis entre les activités comme indiqué ci-après (avec signification des codes de Supervision technique de flotte [STF]) :
- SLA : Infra (détachement avec le dépôt de Chalindrey) ;
- SLI : Infra (détachement avec le dépôt de Chalindrey), pour la gestion d'un automoteur de l'Infra ;
- SLT : Fret SNCF (créée le 19 février 2015) ;
- SHF : TER Hauts-de-France, Transilien ligne P ;
- Masteris : location de matériels via Akiem.

Les abréviations signifient :
- GBE : Garé(e) Bon État ;
- RD : Réparation Différée.

| Engin    | SLA | SLI | SLT | SHF     | Masteris |
| -------- | --- | --- | --- | ------- | -------- |
| BB 15000 | /   | /   | /   | 11      | /        |
| BB 22200 | /   | /   | /   | 19      | /        |
| BB 60000 | 20  | /   | 143 | /       | /        |
| BB 63500 | 19  | /   | /   | /       | /        |
| BB 64600 | 16  | /   | /   | /       | /        |
| BB 64700 | /   | /   | 16  | /       | /        |
| BB 66000 | 17  | /   | /   | /       | /        |
| BB 67200 | 17  | /   | /   | /       | /        |
| BB 67400 | /   | /   | 10  | /       | /        |
| BB 69400 | 33  | /   | /   | /       | /        |
| BB 75000 | /   | /   | 40  | /       | 40       |
| BB 75300 | /   | /   | /   | /       | 10       |
| BB 75400 | /   | /   | 67  | /       | 1        |
| B 82500  | /   | /   | /   | 16      | /        |
| B 84500  | /   | /   | /   | 27      | /        |
| X 72500  | /   | 1   | /   | 4 (GBE) | /        |
| X 73500  | /   | /   | /   | 2 (GBE) | /        |
| X 76500  | /   | /   | /   | 34      | /        |
| Z 26500  | /   | /   | /   | 23      | /        |
| Z 55500  | /   | /   | /   | 7       | /        |

### Informations complémentaires
- Y 5119 : n'est plus en activité ; ce locotracteur a subi une restauration, pour être mis en place sur un carrefour giratoire à Longueau (à proximité du magasin Leroy Merlin).
- X 72729/730 : cette rame dispose du pelliculage spécial 2011 - 2013 Les années Manessier en Picardie[13].
- X 72633/634 : rame retirée du service voyageurs (TER Auvergne), puis spécifiquement modifiée par l'Ingénierie (SNCF Réseau) pour contrôler l'ETCS[14].

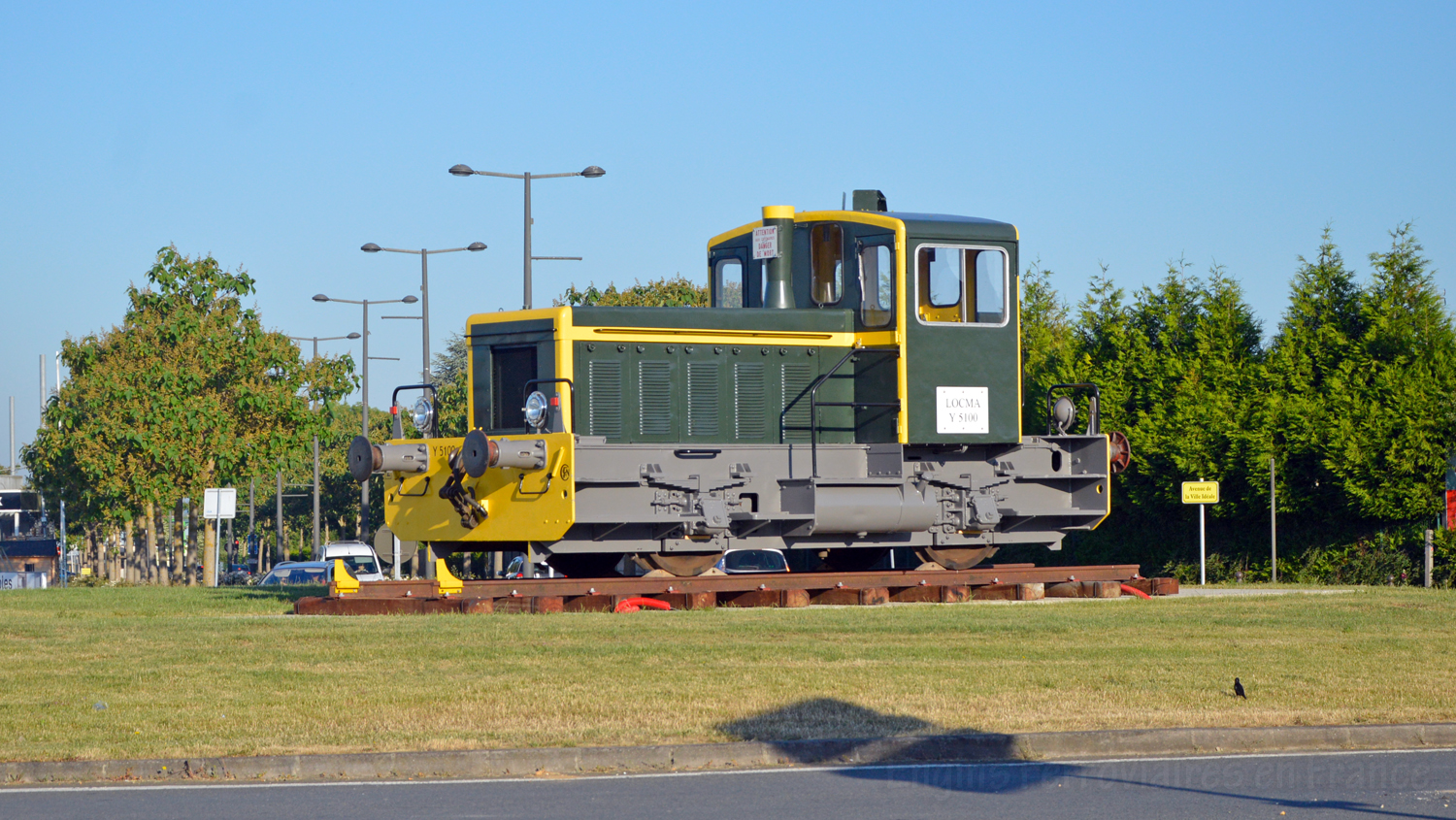
Le locotracteur Y 5119.
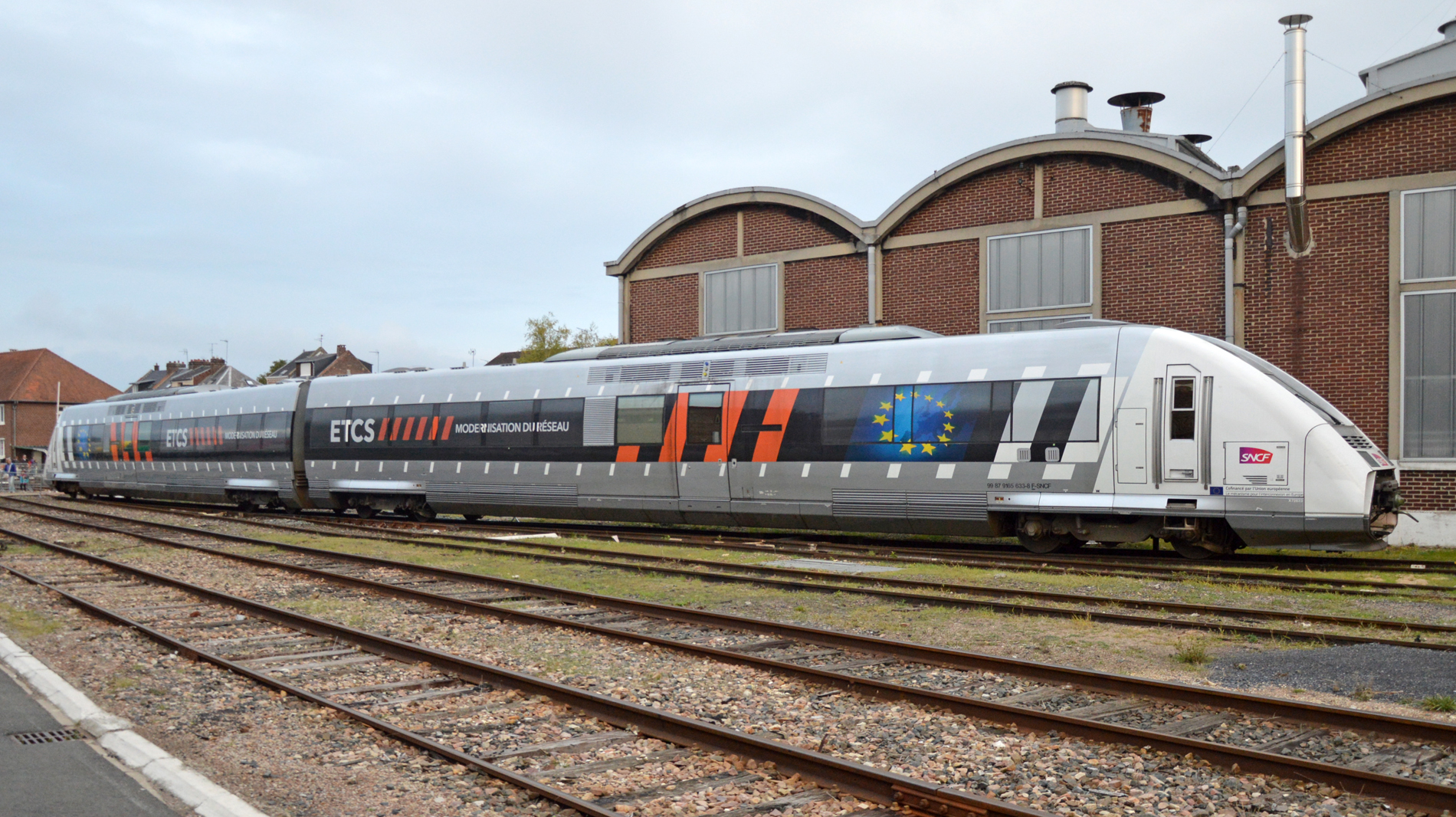
La rame X 72633/634.

## Fêtes du Rail
Les 5 et 6 octobre 2013, le dépôt de Longueau a ouvert ses portes au public, lors de la deuxième édition de la Fête du Rail organisée par l'ARPDO (Association pour la Recherche et la Préservation des Documents et Objets) et Rotonde 80.
Une fête qui à notamment permis aux visiteurs de découvrir l’intérieur des locomotives thermiques, mais aussi, exceptionnellement, de locomotives électriques exposées dans le dépôt, pourtant presque entièrement dépourvu de caténaire (à l'exception d'une seule voie).
Parmi les visiteurs, il y avait la présence en « visite non officielle » (mais amicale aux cheminots) de M. Frédéric Cuvillier, Ministre délégué aux Transports, à la Mer et à la Pêche.

Deuxième Fête du Rail :
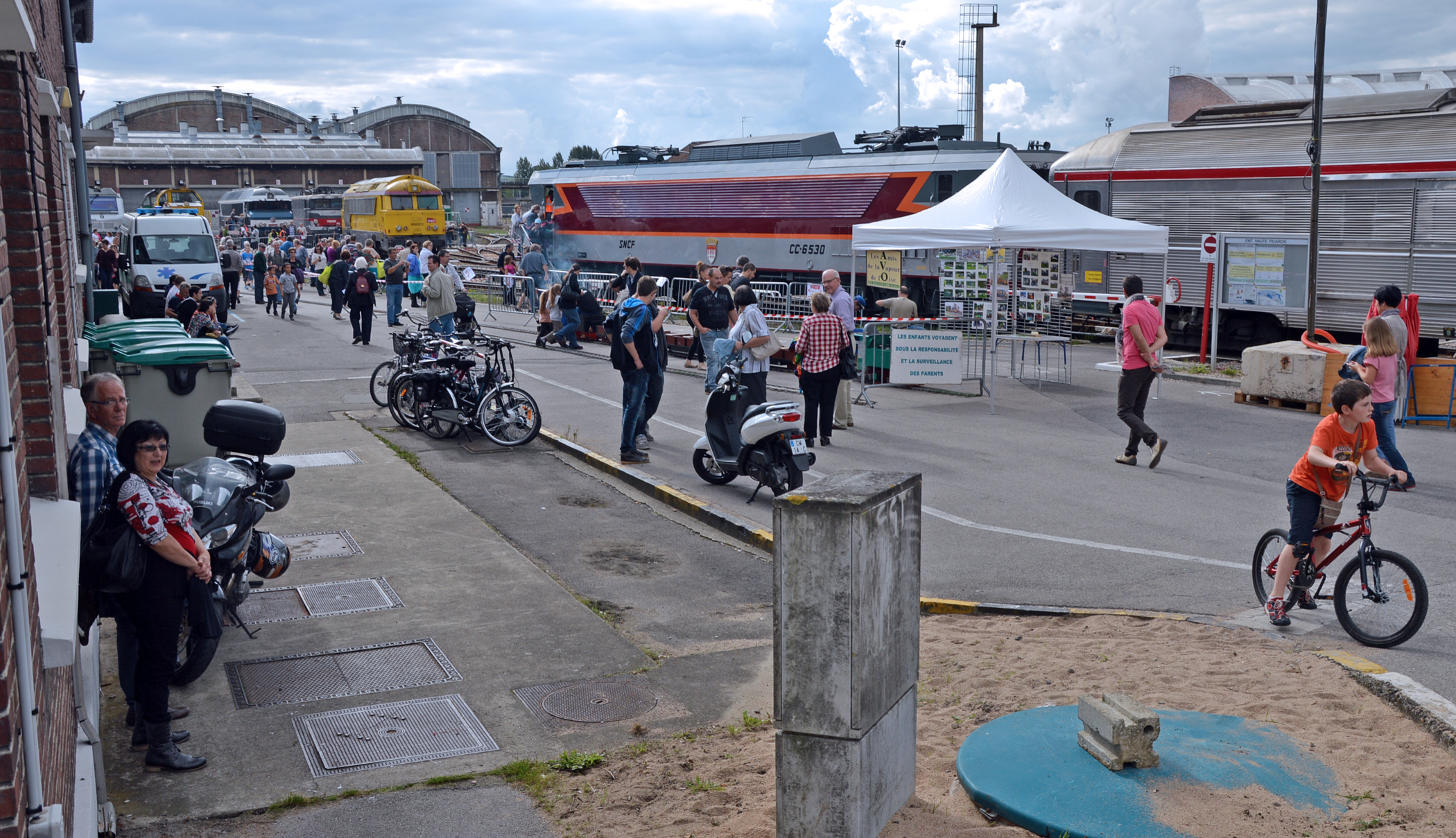
Le dépôt en fête.
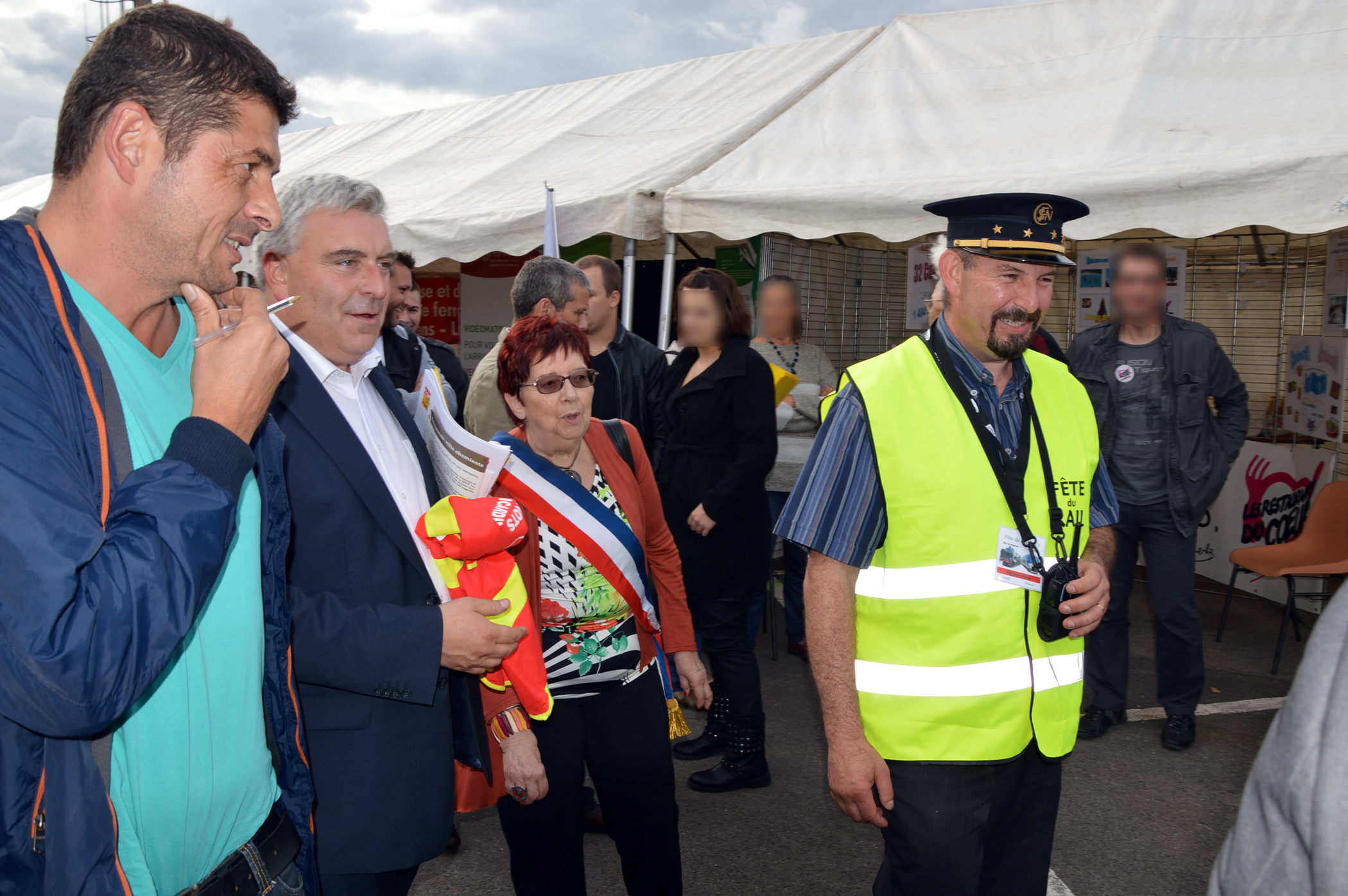
Visite de la fête avec M. Frédéric Cuvillier, Ministre délégué aux Transports, à la Mer et à la Pêche, Mme Colette Finet, maire de Longueau, et Jean-Claude Boulet, président de l'ARPDO.
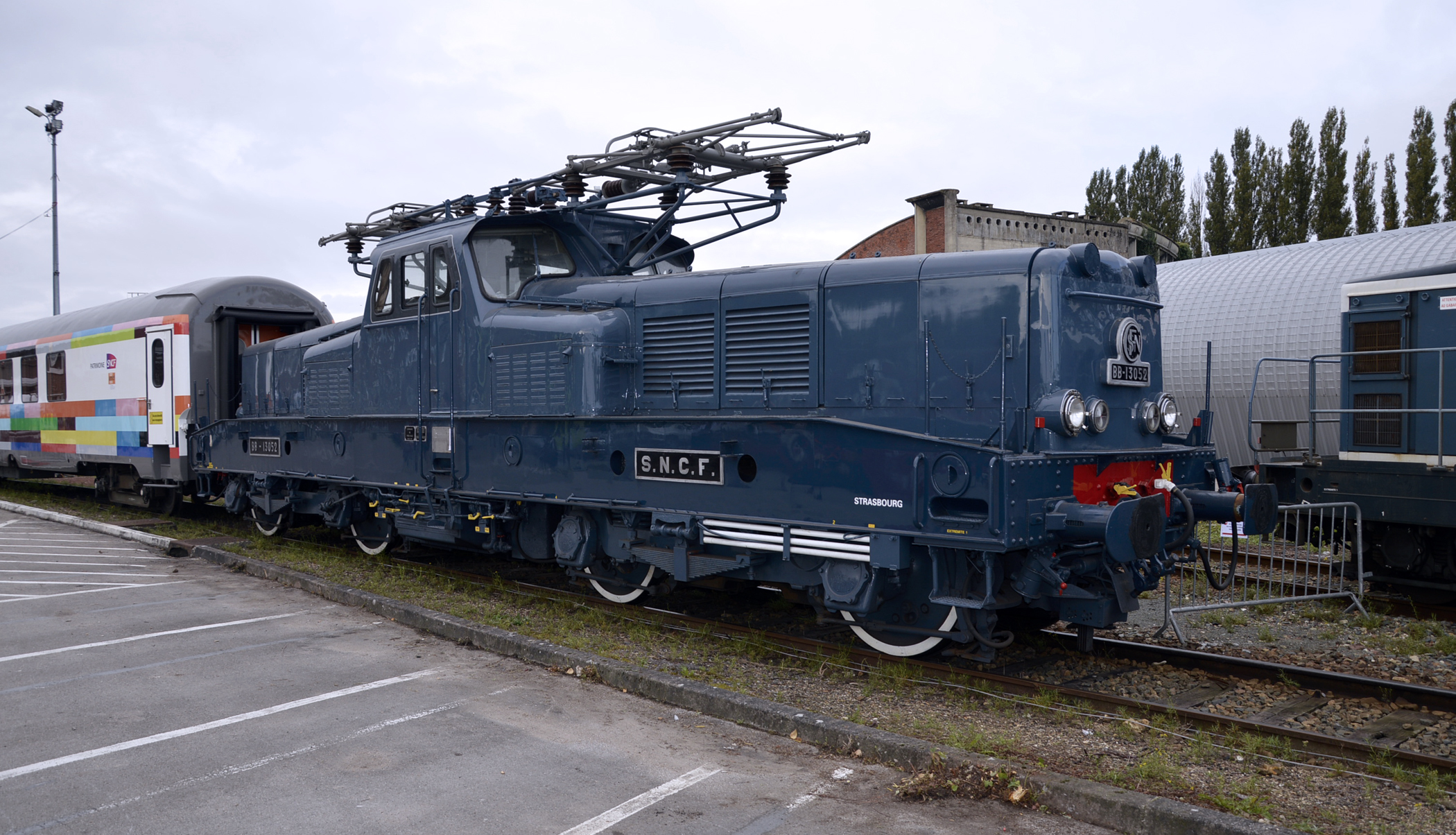
La BB 13052.
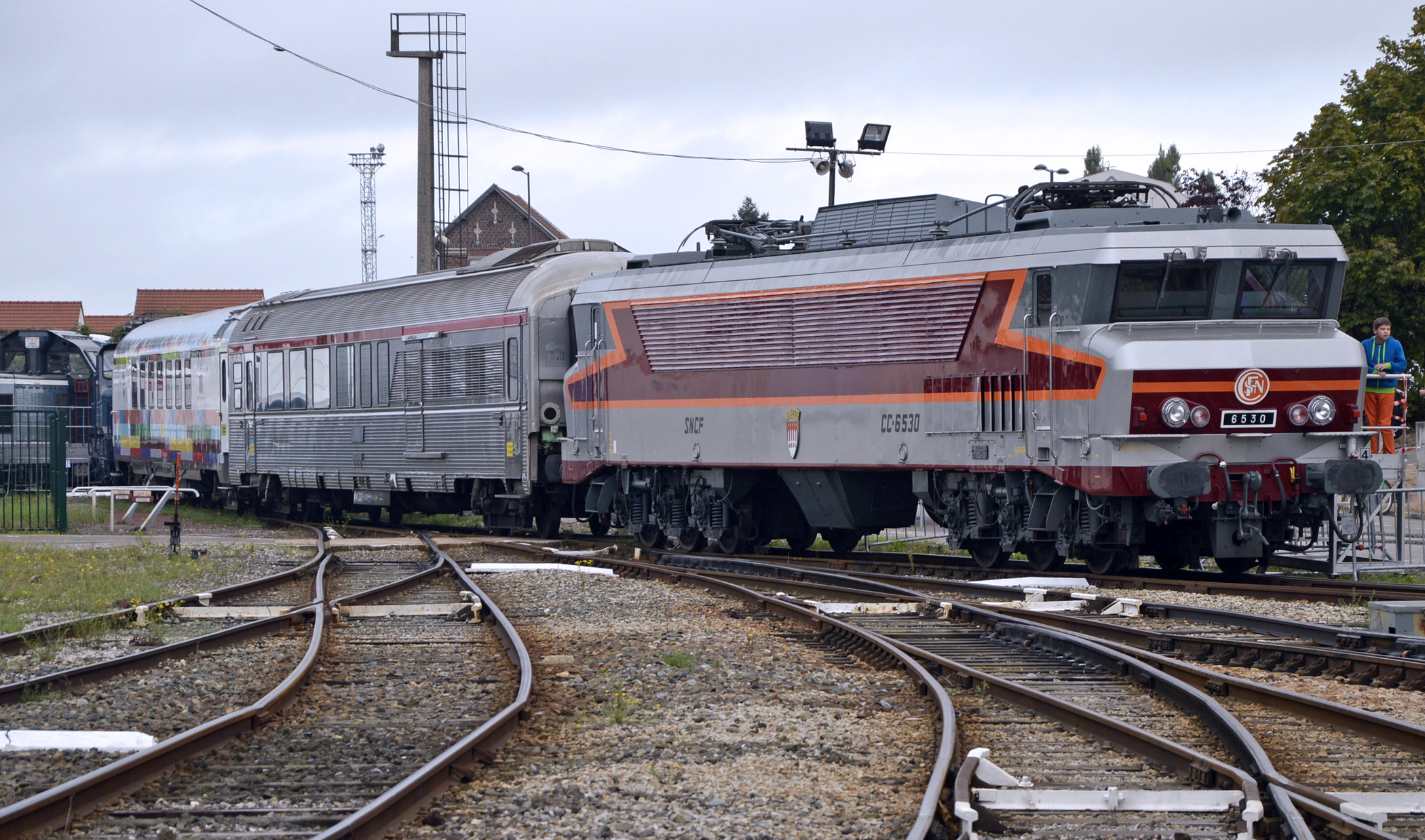
La CC 6530 et une voiture Mistral.
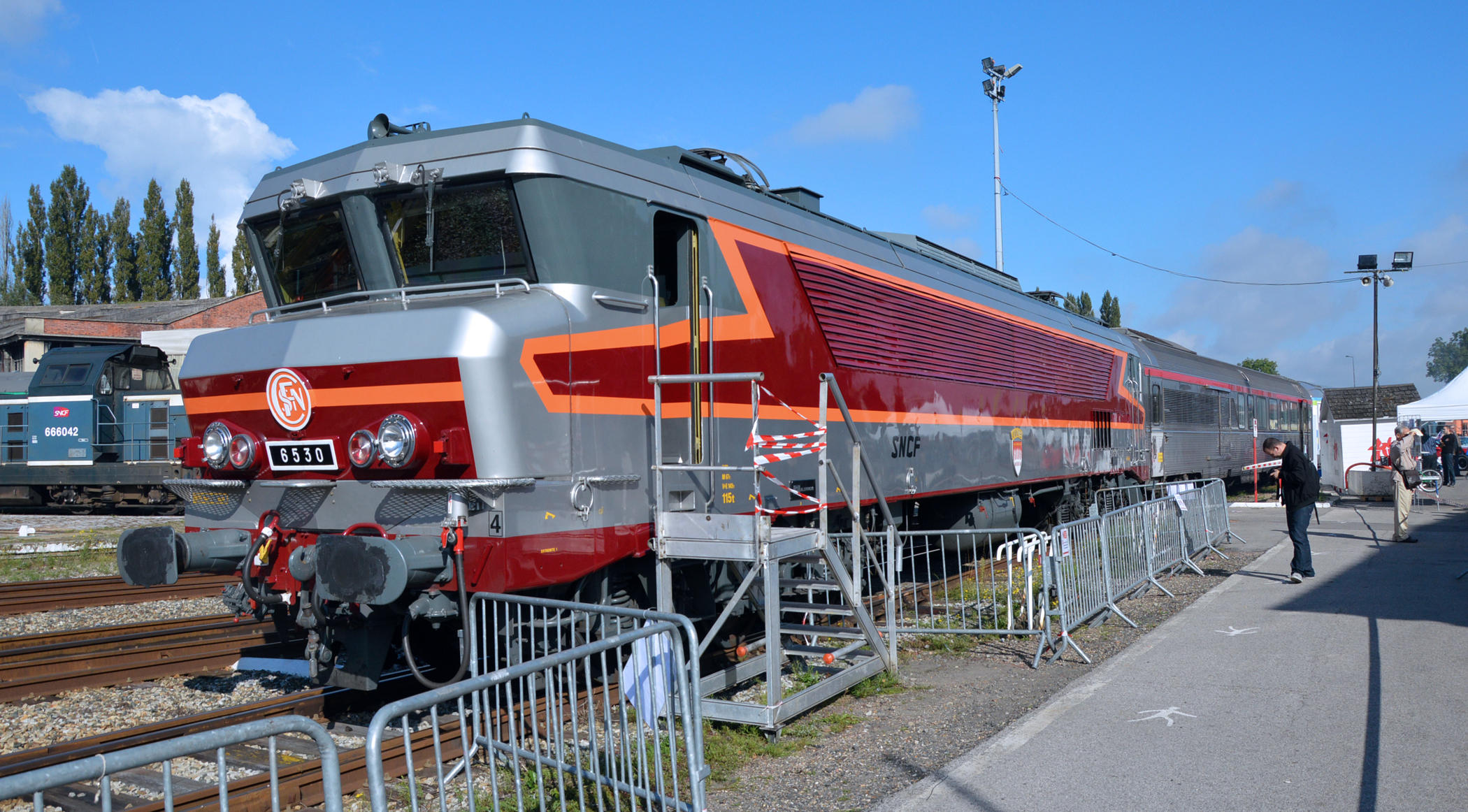
La CC 6530, exposée au public.
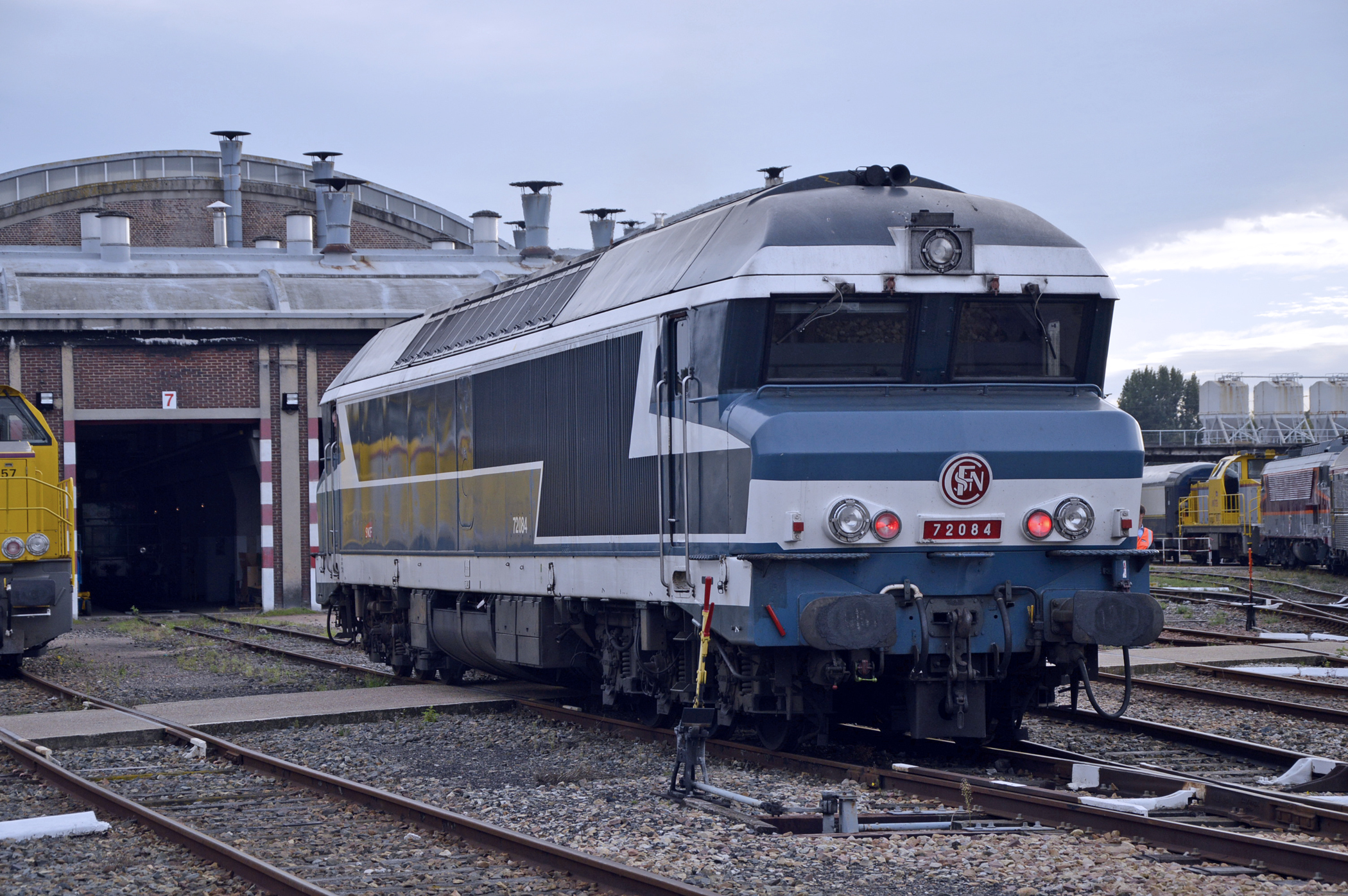
La CC 72084 se prépare pour la fête.
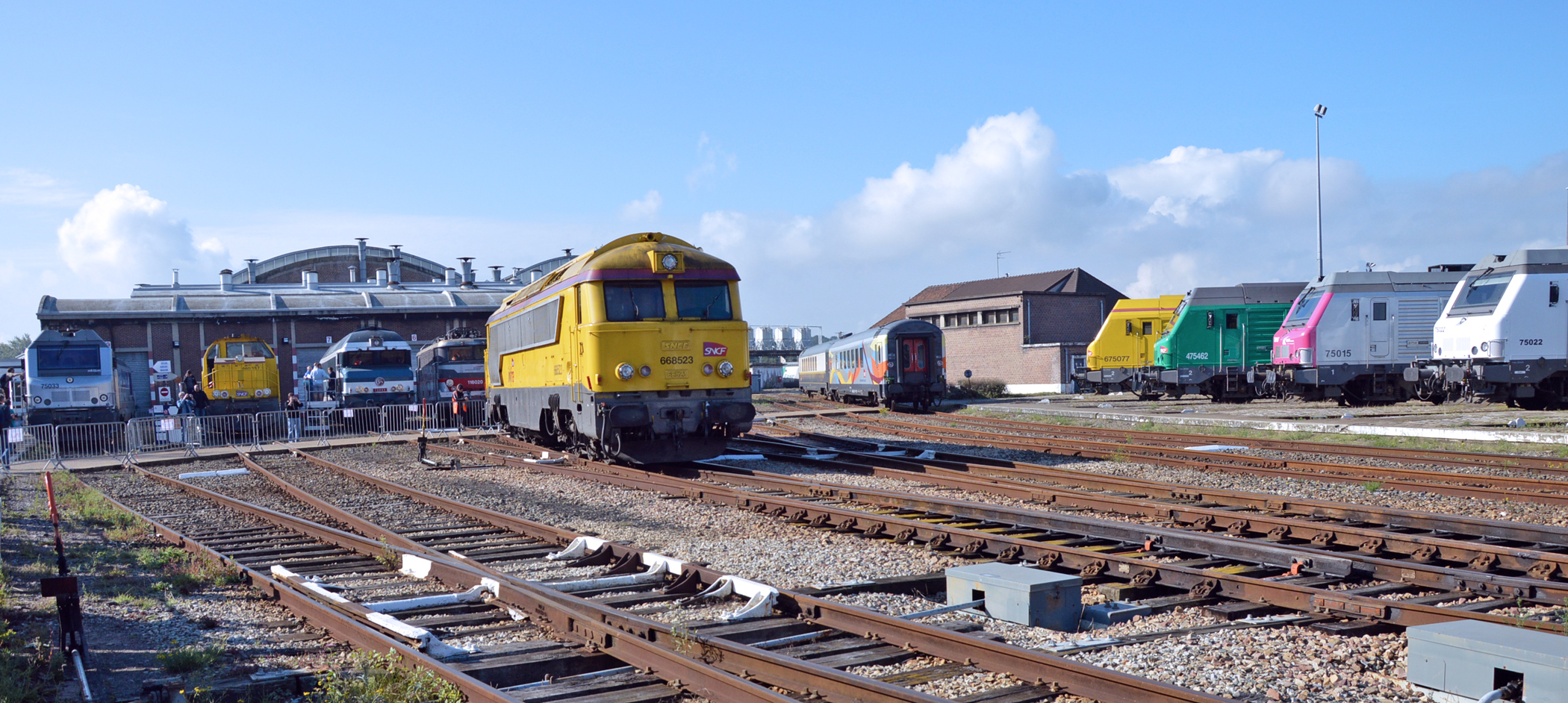
BB 75033, BB 60157, CC 72084, BB 16020 et la A1AA1A 68523, voiture club, BB 75077, BB 75462, BB 75015 et BB 75022.